# Temi propagandistici dell'antisemitismo

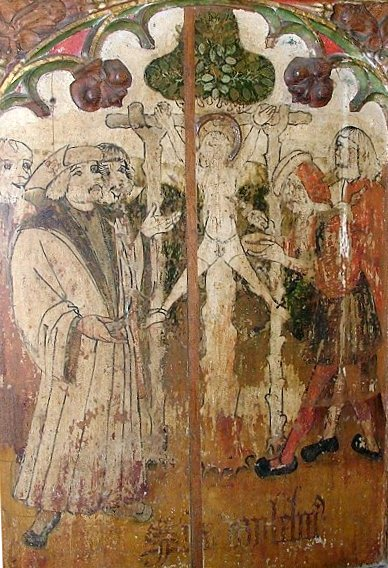
Gli ebrei furono accusati dell'omicidio rituale di Guglielmo di Norwich nel 1144

I temi propagandistici dell'antisemitismo sono tutte quelle tematiche volte ad accrescere e a rinfocolare la paura e l'odio nei confronti degli ebrei. In particolar modo le canard (false notizie, pettegolezzi e leggende metropolitane) diffusesi tra l'alto medioevo e tutto il periodo del rinascimento assunsero valore di discriminazione volta a sviluppare sentimenti antisemitici.
Voci infondate sull'ebraismo come religione o diffamatorie verso gli ebrei come gruppo etnico fanno spesso parte di un più ampio spettro di teorie delle cospirazioni ebraiche (vedi argomenti delle teorie del complotto). Secondo il procuratore statunitense Kenneth Stern

## Accuse intrinsecamente contraddittorie

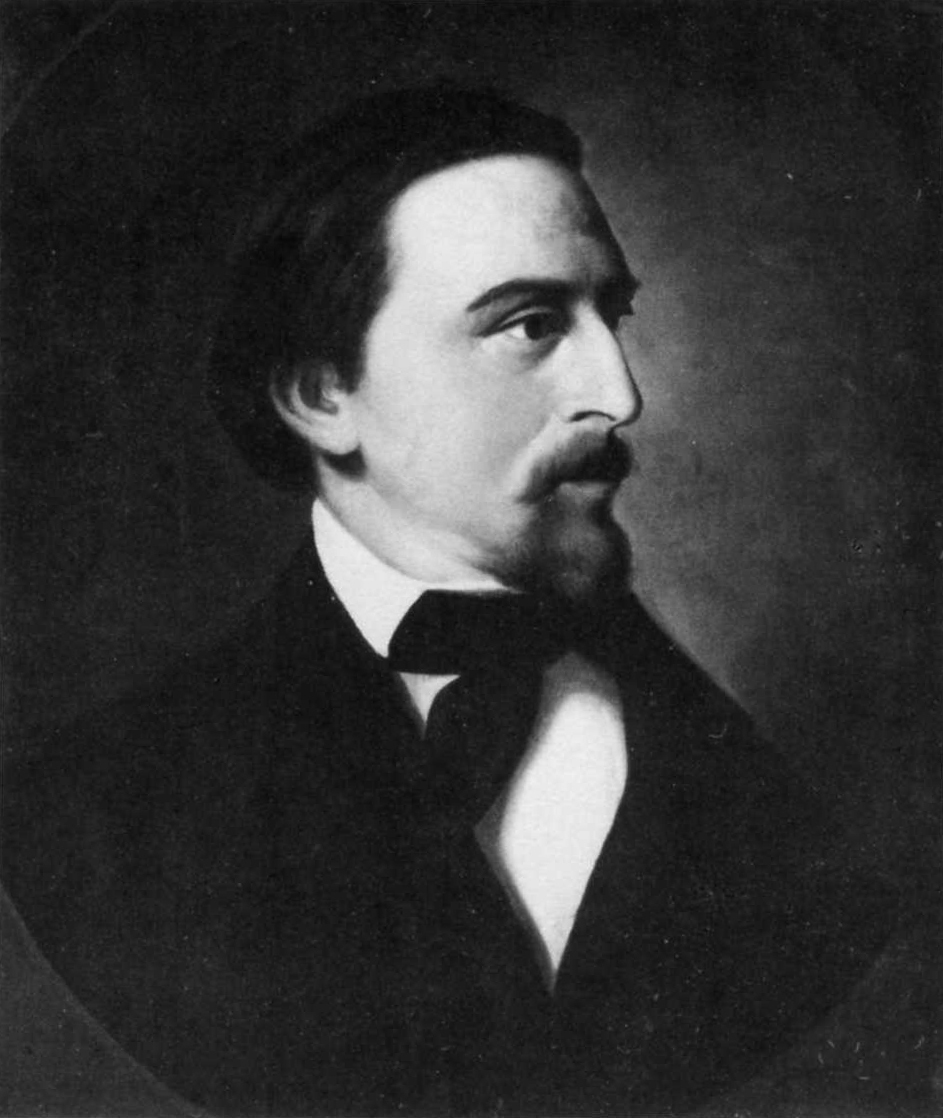
Il tedesco Wilhelm Marr (1860 circa), l'inventore del termine "antisemitismo".

L'antisemitismo è stato chiamato "l'odio più lungo". Alcuni ricercatori hanno scoperto contraddizioni e irrazionalità nei miti antisemitici; il medico polacco e attivista del sionismo Leon Pinsker ebbe a notare già nel 1882:
Jocelyn Hellig, autore nel 2003 di The Holocaust and Antisemitism: A Short History, scrive che è stato fatto notare che nessun altro gruppo di persone al mondo è mai stato accusato simultaneamente, tra l'altro:
- di alienazione dalla società e contemporaneamente di cosmopolitismo;
- di essere favorevoli all'isolazionismo per se stessi e di promuovere la mescolanza razziale degli altri;
- di essere degli sfruttatori del capitalismo e agenti della finanza internazionale ma al contempo anche esponenti del marxismo rivoluzionario;
- di avere una mentalità incline al materialismo ed assieme di essere il "popolo del Libro" (Ahl al-Kitab);
- di agire come aggressori militanti ed anche di rappresentare il pacifismo più codardo;
- di aderire ad una religione superstiziosa ma anche di essere agenti del laicismo più sfrenato;
- di sostenere una rigida legge religiosa (le 613 Mitzvot) ma anche di essere moralmente decadenti;
- di proclamarsi popolo eletto ed insieme di avere una "natura umana inferiore";
- di essere arroganti pur mostrandosi timidi;
- di sottolineare l'individualismo e tuttavia anche di sostenere l'adesione ad una comunità;
- di essere colpevoli della crocifissione di Gesù e contemporaneamente venire incolpati per aver inventato il cristianesimo.

Viene giustamente sottolineato il fatto che questo catalogo di accuse contraddittorie non ha la possibilità di essere tutto vero in un colpo solo e che nessun altro popolo è mai riuscito in realtà ad avere un tale monopolio totalizzante nei riguardi del "male".

### L'antisemitismo come una forma contagiosa di fobia sociale
Sempre nel 1882 Léon Pinsker scrisse che la fobia sociale può in parte spiegare le cause dell'odio per gli ebrei, che egli chiamò "giudeofobia":

## Accuse di colpevolezza per la morte di Gesù di Nazareth

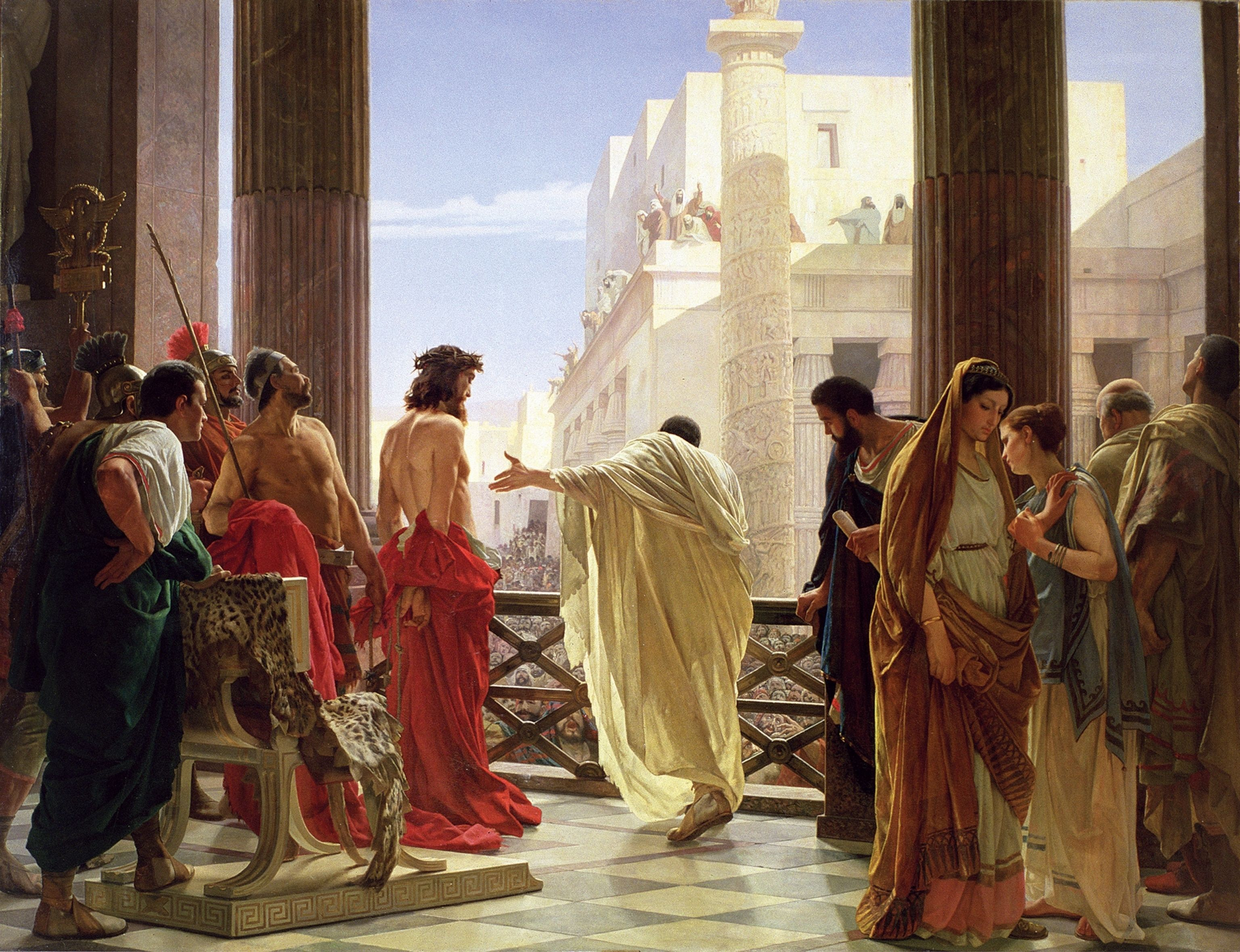
Ecce Homo di Antonio Ciseri (1860-80 circa): Ponzio Pilato presenta Gesù davanti al popolo di Gerusalemme.

La colpa della morte di Gesù venne spesso lanciata contro gli ebrei. I racconti di tutti e quattro i Vangeli contengono la descrizione del tradimento di Gesù da parte del suo discepolo Giuda Iscariota il quale fece in modo di metterlo nelle mani delle autorità religiose ebraiche (vedi processo di Gesù) del Sinedrio. Secondo i racconti del Nuovo Testamento le autorità ebraiche della Giudea romana accusarono Gesù di blasfemia e cercarono di farlo giustiziare.
Tuttavia in questo caso le autorità ebraiche sembrano mancare dell'autorità necessaria per far morire Gesù, questo almeno secondo il Vangelo di Giovanni 18:31. Portarono invece Gesù al cospetto di Ponzio Pilato (Pilato è ricordato come martire dalla Chiesa ortodossa copta e come santo dalla Chiesa ortodossa etiope e la sua ricorrenza è il 25 giugno), allora prefetto, cioè governatore romano della provincia il quale acconsentì a far eseguire la condanna a morte tramite crocifissione.
Pilato viene descritto nei racconti evangelici quasi come un "complice riluttante" della morte di Gesù. Tutti e quattro i Vangeli indicano l'esistenza sia da parte dei capi religiosi ebrei sia da parte del comando militare romano di un'autorità per poter agire immediatamente di fronte a potenziali opposizioni popolari (Vangelo di Matteo 26: 4-5; Vangelo di Marco 15: 12-15; Vangelo di Luca 22: 1 -2). I quattro racconti del vangelo descrivono anche il governatore romano Pilato come essere in parte responsabile dell'esecuzione di Gesù e non affermano mai che egli è senza colpa (anche se il suo tentativo di tenersi fuori dalla questione - lavandosene le mani - viene menzionato).
Secondo la Lettera ai Romani la morte di Gesù è stata necessaria per poter salvare l'intera umanità. L'autore della Lettera agli Ebrei richiama tutti i cristiani per il loro essere ricaduti nel peccato, crocifiggendo così nuovamente il Figlio di Dio. Paolo di Tarso nella Prima lettera ai Tessalonicesi non mancò di osservare che gli stessi ebrei che avevano fatto crocifiggere Gesù continuavano nella loro persecuzione anche nei confronti della Chiesa.
Questo specifico passaggio è stato spesso utilizzato per assegnare la colpa per la morte di Cristo specificamente al popolo ebraico, ovunque esso si trovasse e per tutte le generazioni future. Come parte dei lavori del Concilio Vaticano II la Chiesa cattolica romana di Papa Paolo VI ha emesso il documento intitolato Nostra aetate, rifiutando con decisione l'idea di colpa collettiva ebraica per la crocifissione di Gesù.

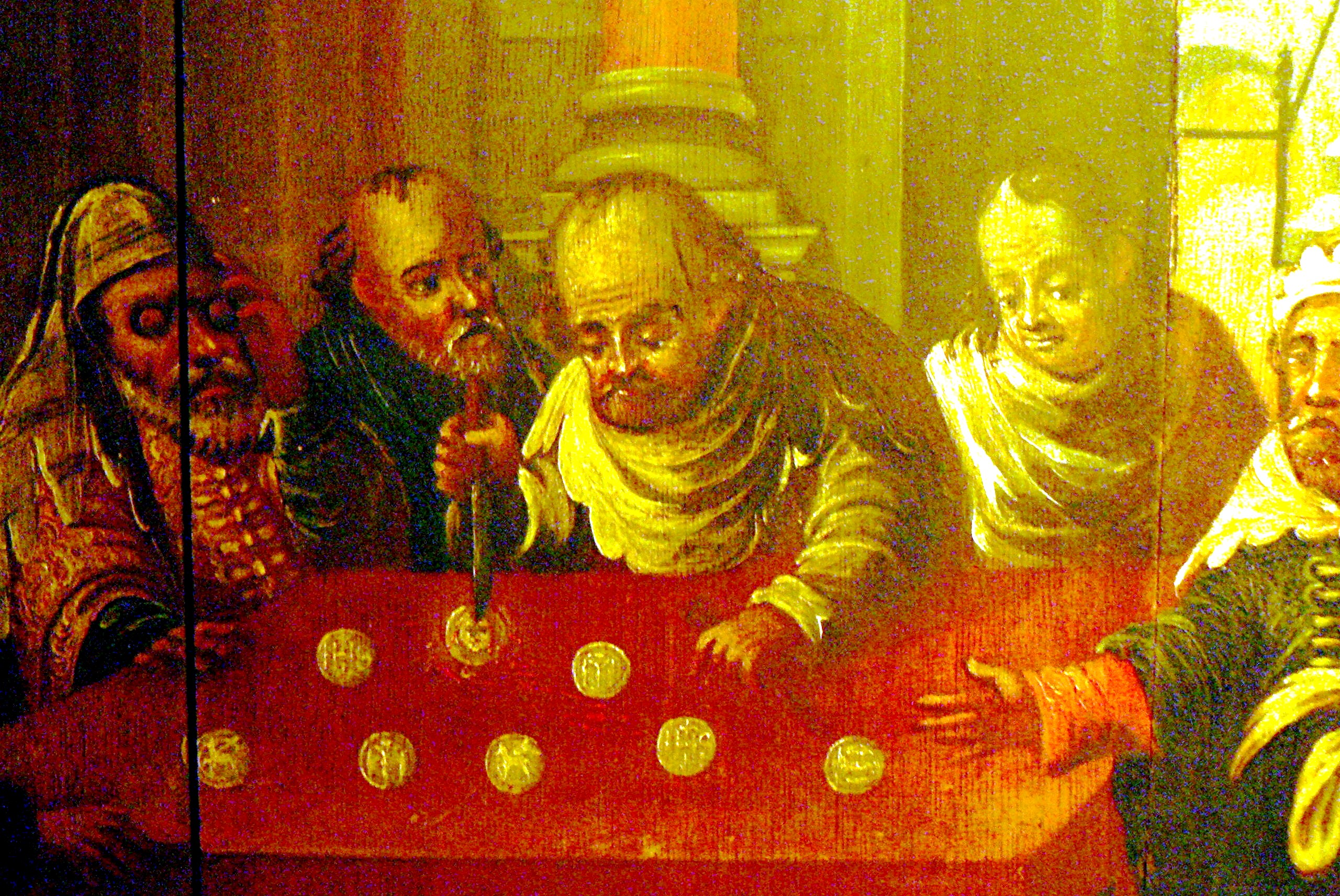
Una pittura del XVI secolo che mostra la presunta profanazione delle ostie da parte degli ebrei a Passavia.

## Accuse di profanazione delle ostie
Durante il Medioevo nel continente europeo si affermò l'idea che gli ebrei rubassero le ostie consacrate, le cialde di pane per l'Eucaristia, e che le profanassero per ricostruire simbolicamente la crocifissione colpendo o bruciando l'ostia o facendone altri cattivi usi. Le accuse furono spesso sostenute solo dalla testimonianza dell'accusatore.
La prima accusa di profanazione delle ostie venne rivolta agli ebrei nel 1243 a Berlitz, nei pressi di Berlino; come conseguenza di ciò tutti gli ebrei della cittadina vennero condannati alla morte sul rogo. Il luogo venne successivamente chiamato Jüdenberg. Jeremy Cohen afferma invece che la prima accusa di profanazione delle ostie si verificò nel 1290 a Parigi e continua dicendo:
Nel corso dei secoli seguenti accuse del tutto simili circolarono in quasi ogni paese europeo, generalmente accompagnate da stragi. L'accusa di profanazione cessò gradualmente a seguito della Riforma protestante quando prima Martin Lutero nel 1523 e poi il sovrano polacco Sigismondo II Augusto nel 1558 furono tra coloro che rigettarono una tale accusa.
Tuttavia sporadiche accuse di profanazione e disprezzo nei confronti dell'ostia si verificarono anche durante il XVIII e XIX secolo. Nel 1761 a Nancy alcuni ebrei provenienti dall'Alsazia furono giustiziati a causa di una di queste accuse. L'ultima accusa registrata fu quella avvenuta a Bârlad in Romania nel 1836.

## Accuse di omicidio rituale e accusa del sangue

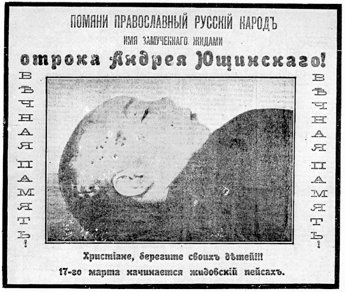
Opuscolo antisemita distribuito a Kiev prima del processo contro Menahem Mendel Beilis, che sollecita i genitori cristiani a sorvegliare i propri figli durante la Pesach.

"L'accusa del sangue, un altro famoso canard antisemitico, è una creazione del XII secolo". La prima accusa di omicidio rituale registrata contro gli ebrei fu quella riguardante William di Norwich (considerato martire dalla Chiesa cattolica con ricorrenza il 26 marzo fino alla sua soppressione), riportata dal monaco Thomas di Monmouth.
Le descrizioni antisemitiche della tortura subita e del conseguente sacrificio umano nell'accusa del sangue risultano però essere del tutto contrarie a molti degli insegnamenti dell'ebraismo; i Dieci comandamenti ad esempio vietano espressamente l'omicidio; l'utilizzo del sangue (animale o tanto più umano) nella gastronomia è severamente proibito dal Casherut e il sangue ed altri liquidi emessi dal corpo umano vengono ritualmente considerati come impuri (Libro del Levitico 15).
Il Tanakh (l'Antico Testamento) e l'insegnamento rabbinico ritraggono il sacrificio umano come una delle principali malvagità che separavano i pagani di Canaan dagli ebrei (Libro del Deuteronomio 12:31; Secondo libro dei Re 16: 3), Agli ebrei venne sempre vietato d'impegnarsi in tali riti e vi era una severa punizione per chi lo faceva (Libro dell'Esodo 34:15; Levitico 20:2; Deuteronomio 18:12, Libro di Geremaia 7:31). Viene inoltre vietata la pulizia rituale per i sacerdoti quando essa viene compiuta all'interno di una stanza ove si trovi un cadavere umano (Levitico 21:11).
Quando:
Tra coloro che ribadirono la confutazione dell'accusa del sangue contro gli ebrei vi furono l'imperatore del Sacro Romano Impero Federico II di Svevia il quale affermò nel 1236 "... pronunziamo che gli ebrei menzionati del suddetto luogo (Fulda) e il resto degli ebrei presenti in territorio tedesco sono completamente assolti dall'imputazione di questo crimine".
Il Papa Gregorio IX in una bolla papale datata 7 ottobre del 1272 affermò che "noi decidiamo... che i cristiani non devono ottemperare contro gli ebrei in un caso o situazione di questo tipo e ordiniamo che gli ebrei fatti imprigionare su un pretesto così sciocco siano liberati immediatamente dalla prigionia e che non verranno mai più arrestati su un tale misero pretesto, a meno che - cosa che non crediamo possibile - non siano catturati in flagranza di delitto".
Il Papa Clemente VI il 26 settembre 1348 dichiarò: "gli ebrei non sono responsabili per il diffondersi della peste nera".
Le storie di accusa del sangue sono apparse nei mezzi di comunicazione di massa sponsorizzati da Stati di un certo numero di nazioni arabe e musulmane, nei loro programmi televisivi e nei siti web, oltre che in libri i quali affermano che i casi di accusa del sangue contro gli ebrei risultano essere frequenti.
Tra le accuse antisemitiche del sangue presenti nel moderno mondo musulmano si possono citare;
- nel 1986 il ministro della Difesa della Siria Mustafa Tlass ha scritto un libro intitolato The Matzah of Zion. Il libro rinnova le accuse di omicidio rituale anti-ebraiche avvenute nel corso del 1840 con l'"affare di Damasco" e afferma che i Protocolli dei Savi di Sion sono un documento attendibile[23]
- nel 2001 una società televisiva egiziana ha prodotto e fatto uscire una serie TV intitolata Horseman Without a Horse, in parte basata sul libro di Tlass[24][25]
- la serie televisiva siriana del 2003 Ash-Shatat ("La diaspora")[26] descrive il fatto che gli ebrei sono impegnanti in una cospirazione per governare il mondo, uccidere i bambini cristiani e utilizzare il loro sangue per cuocere il matzah[27].
- l'accusa del sangue è stata riproposta anche dalla televisione iraniana nel 2005[28]
- anche il re Faysal dell'Arabia Saudita a suo tempo ha sostenuto l'accusa del sangue rivolta contro gli ebrei mentre si trovava in visita ufficiale a Parigi[29].

Alcuni rari scrittori arabi non hanno mancato di condannare l'inconsistenza di questa accusa. Il quotidiano egiziano Al-Ahram per esempio ha pubblicato tutta una serie di articoli del diplomatico Osama El-Baz, consulente anziano del presidente Hosni Mubarak; egli ha spiegato le origini dell'accusa antiebraica del sangue dicendo che gli arabi e i musulmani non sono mai stati antisemiti né come comunità né come popolo ed ha esortato la popolazione a non cedere a "miti" come quello relativo all'accusa del sangue.

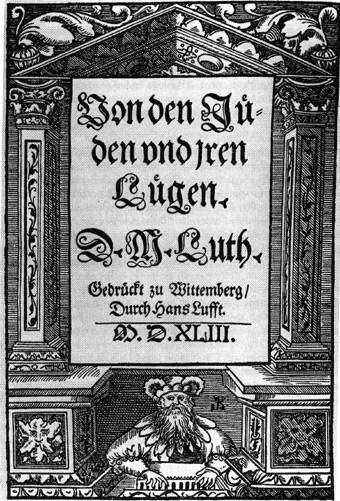
Il libello antisemitico di Martin Lutero intitolato Degli ebrei e delle loro menzogne (1543).

## Accuse di essere inclini all'anti-cristianesimo
Nel corso degli anni un certo antisemitismo presente all'interno della comunità cristiana si concentrò sulla pretesa che voleva che gli ebrei disprezzassero il cristianesimo o che stessero addirittura cercando di distruggerlo. Degli ebrei e delle loro menzogne (1543), un libello antisemitico scritto da Martin Lutero è solo uno degli esempi più eclatanti di questa affermazione. Quest'idea continua ancora ai giorni nostri, con il conduttore radiofonico statunitense James Edwards il quale nella sua trasmissione intitolata "The Political Cesspool" ha affermato che "gli ebrei odiano il cristianesimo" e tutti i White Anglo-Saxon Protestant (WASP), ed infine che "utilizzano la pornografia come uno strumento sovversivo contro di noi".
L'organizzazione non governativa Anti-Defamation League ha scritto su questo tema:

## Demonizzazione e accuse di impurità
Jeremy Cohen scrive:

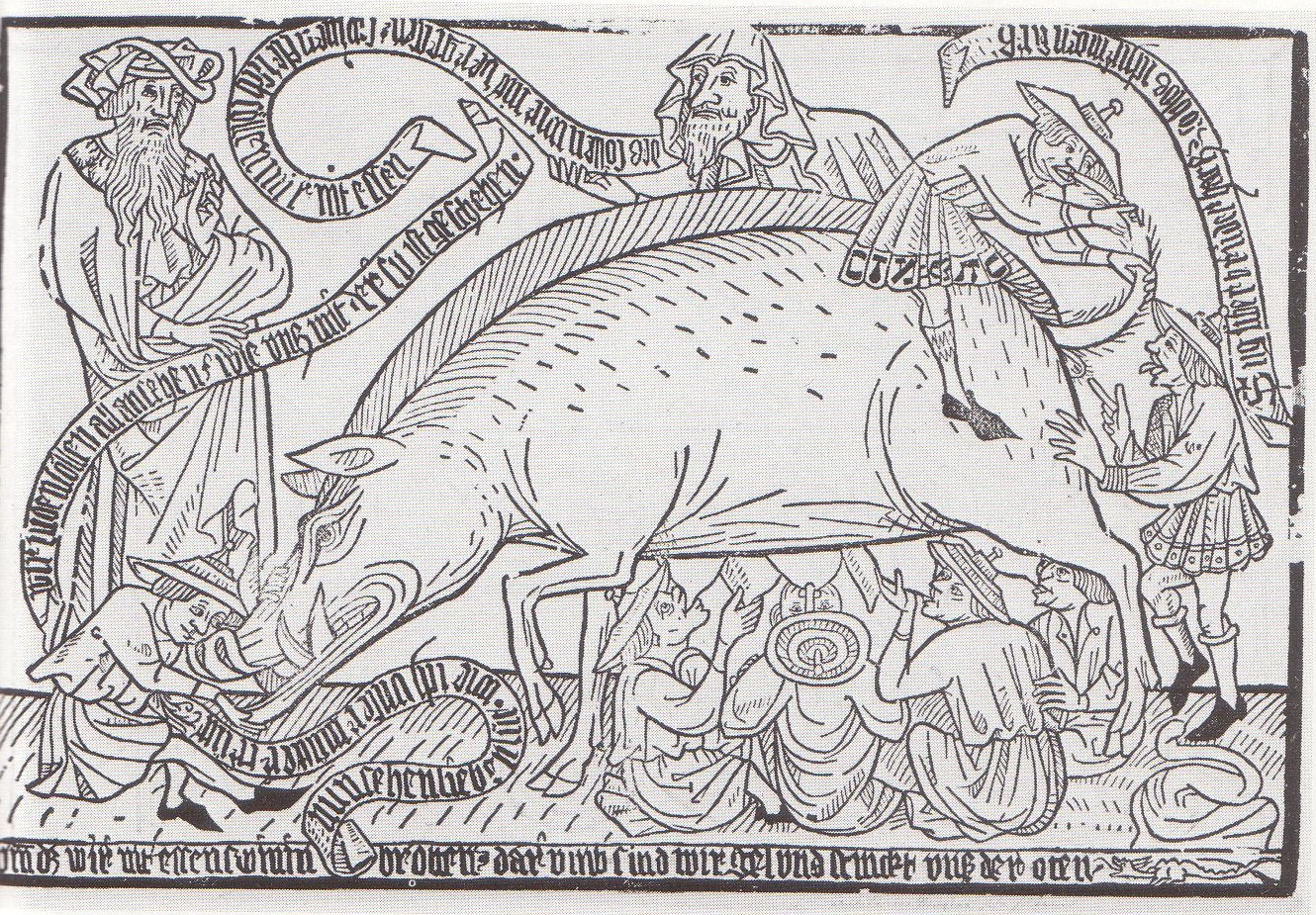
Un'incisione su legno del 1470 circa che mostra un Judensau. Gli ebrei (identificati dal copricapo Judenhut) stanno uscendo da un maiale e ne mangiano le sue escrezione. La banderuola soprastante contiene rime che mettono in guardia dal pericolo costituito dagli ebrei.

Judensau fu una serie di immagini altamente dispregiative, sprezzanti e disumanizzanti nei confronti degli ebrei che apparvero intorno al XIII secolo; la loro popolarità durò oltre 600 anni e vennero riprese anche nei temi propagandistici del nazionalsocialismo. Gli ebrei, tipicamente ritratti in contatti osceni con animali impuri come suini o gufi o come rappresentanti del diavolo, apparvero su soffitti decorati, pilastri, incisioni, utensili ecc.
Spesso le immagini combinarono diversi motivi antisemitici, comprendendovi la prosa o la poesia derisoria. Cohen continua:
Più recentemente "il motivo principale ricorrente nei ritratti arabi riguardanti Israele è quello dell'ebreo diabolico" e "il motivo fondamentale antisemita dell'ebreo come paradigma del male assoluto ha un insieme di sottotipi. Questi, a loro volta, si ripetono nei secoli, ma sono rivestiti in modo diverso secondo la narrazione predominante del periodo".

## Accuse di avvelenamento dei pozzi
Durante il periodo della peste nera (1347-52), spesso identificata come un'epidemia di peste bubbonica, nel corso del tardo medioevo, le città più affollate furono particolarmente colpite dalla terribile malattia con percentuali di morte pari a metà dell'intera popolazione. Nella loro estrema sofferenza i sopravvissuti, così emotivamente spaventati, cercarono di dare la colpa per la situazione a qualcosa o a qualcuno. Gli ebrei si dimostrarono subito un conveniente capro espiatorio.
Accuse del tutto simili sono state fatte nel corso degli anni ottanta e novanta in una campagna di propaganda del fondamentalismo islamico nazionalista che ha accusato gli ebrei di diffondere l'AIDS e altre malattie infettive.

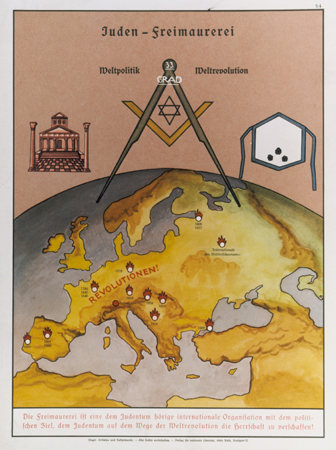
Propaganda nella Germania nazista, il poster declama: "Politica mondiale - Rivoluzione mondiale. La massoneria è un'organizzazione internazionale che supporta l'ebraismo con l'obiettivo politico di stabilire il dominio ebraico globale attraverso una rivoluzione mondiale". Fa riferimento alla teoria del complotto giudaico-massonica la quale fomenterebbe le rivoluzioni nazionali, sulla mappa sono segnalate la rivoluzione francese (1789), la rivoluzione del 1905 nell'impero russo, la "rivoluzione del 1910" portoghese, la presa del potere dei Giovani Turchi, l'attentato di Sarajevo (1914), la rivoluzione d'ottobre bolscevica, la rivoluzione di novembre tedesca (1918-19), la repubblica Bavarese dei Consigli, la repubblica sovietica ungherese, la "rivolta di luglio" austriaca (1927), la Seconda Repubblica Spagnola; il puntino rosso segna una rivoluzione abortita, lo "sciopero generale del 1918 svizzero".

## Accuse di complottare per ottenere il controllo del mondo

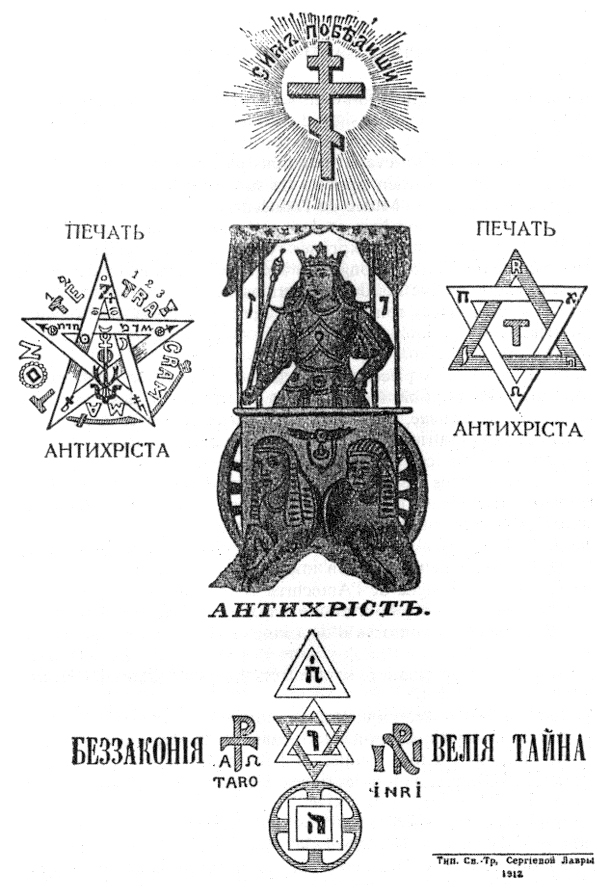
Frontespizio di una edizione del 1912 dei Protocolli dei Savi di Sion che utilizza simboli occulti.

Queste accuse comprendono soprattutto il cosiddetto "complotto giudaico-massonico". La pubblicazione nel 1903 dei Protocolli dei Savi di Sion viene ampiamente considerato come l'inizio della letteratura contemporanea della teoria del complotto.
Inclusi in questa canard non sono solo quegli scritti che cercano di accusare gli ebrei di tentare di controllare il mondo intero, ma anche quelle immagini grafiche raffiguranti gli ebrei o i loro sostenitori mentre si appropriano del pianeta Terra. Esempi di queste immagini includono i poster nazisti (vedi i temi propagandistici del nazionalsocialismo e la propaganda nella Germania nazista) che descrivono gli ebrei come dei polipi che circondano il globo con le loro spire.

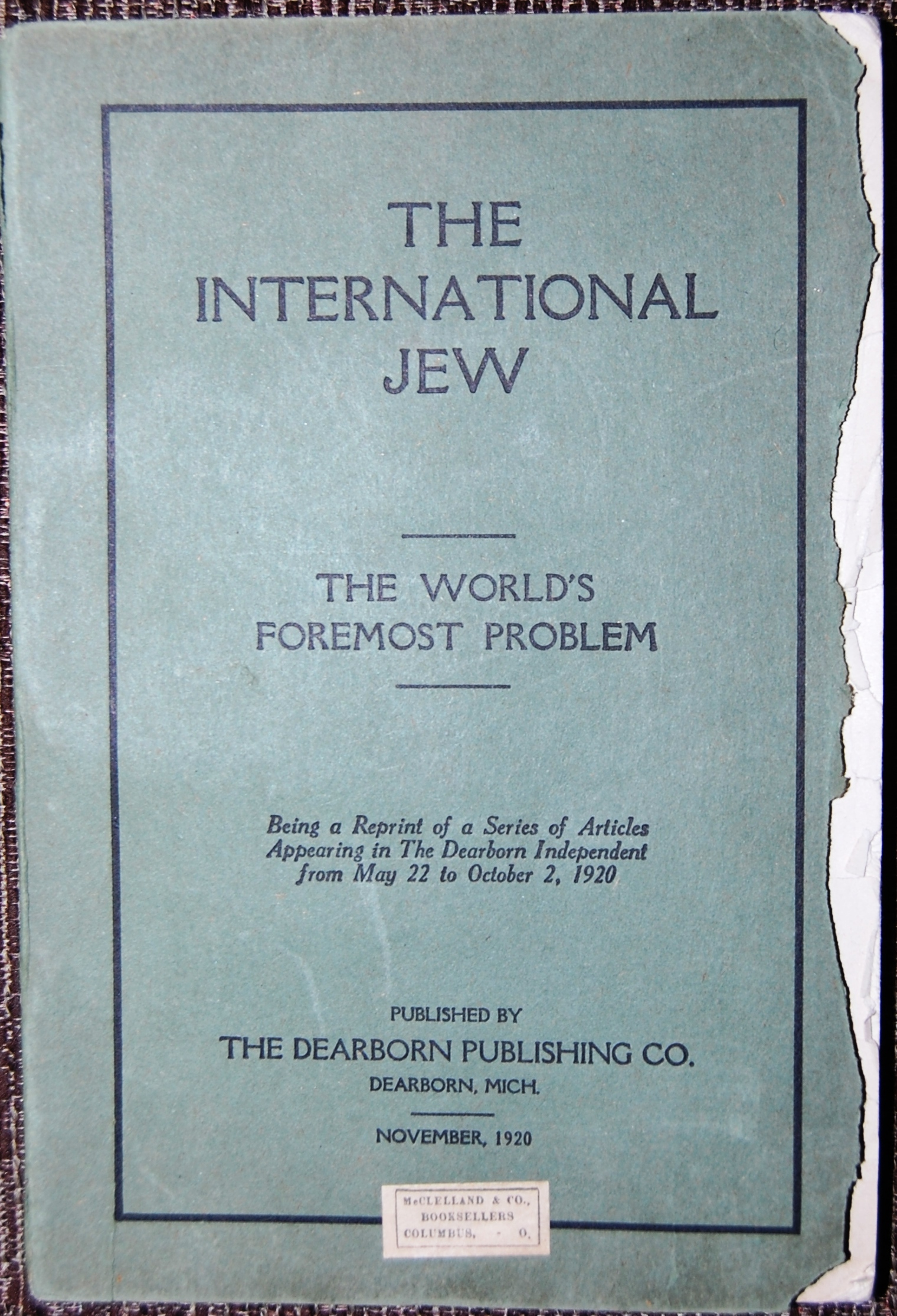
Edizione del 1920 del L'ebreo internazionale.

Un esempio più recente è la ristampa effettuata nel 2001 del testo antisemitico di Henry Ford (il magnate statunitense dell'automobilismo) inititolata L'ebreo internazionale avvenuta in Egitto, con le stesse immagini dei polipi sulla copertina.
Tra le più importanti refutazioni dei Protocolli in quanto un esempio palese di falso letterario vi furono una serie di articoli stampati dal britannico The Times londinese nel 1921; questi rivelarono che gran parte del materiale utilizzato nei Protocolli fu un plagio di una satira politica precedente che non aveva come suo tema principale l'antisemitismo. Dal 1903 in poi i suoi primi editori offrirono testimonianze del tutto vaghe e spesso contraddittorie sul modo in cui riuscirono ad ottenere le loro copie a partire dal manoscritto originario.
Il testo venne ampiamente diffuso dai sostenitori del regime zarista nell'impero russo a seguito della rivoluzione russa del 1905. Circolò ampiamente in occidente nel corso degli anni '20 e successivamente; la Grande depressione e l'ascesa del nazionalsocialismo al potere nella repubblica di Weimar costituirono degli sviluppi importanti nella storia dei Protocolli e la frode continuò ad essere pubblicata e diffusa nonostante la sua palese falsità. Malgrado il fatto che numerose indagini indipendenti abbiano ripetutamente dimostrato senza alcun'ombra di dubbio che il testo è un plagio ed una falsificazione letteraria la truffa continua spesso ad essere citata e ristampata da esponenti dell'antisemitismo; talvolta utilizzata come prova di una presunta "Agenda ebraica" per il controllo del mondo da parte di gruppi antisemiti sia negli Stati Uniti d'America sia nei paesi del Medio Oriente.

## Accuse di causare guerre, rivoluzioni e altre calamità varie
Poiché molte località europee ed intere nazioni espulsero le loro popolazioni ebraiche dopo averle derubate e spogliate di ogni bene ed altre negarono loro l'ingresso, la leggenda dell'ebreo errante, condannato a produrre calamità ovunque andasse, si guadagnò una rilevante popolarità.
Il politico tedesco del XIX secolo Heinrich von Treitschke coniò la frase "Die Juden sind unser Unglück!" ("Gli ebrei sono la nostra disgrazia!"); essa venne adottata come motto dal giornale nazista antisemita Der Stürmer diversi decenni più tardi.
In tempi più recenti, fra le tante azioni attribuite agli ebrei c'è anche quella di aver preparato teoricamente la Rivoluzione russa. Di origine in parte ebraica (il padre si era convertito dall'ebraismo al luteranesimo) era infatti Karl Marx, il principale e più illustre teorico del socialismo scientifico; di origine ebraica era Emma Goldman, filosofa anarchica lituana; Rosa Luxemburg, fondatrice del Partito Comunista Tedesco e Lev Trockij, il famoso fondatore dell'Armata Rossa e dei 12 membri del Comitato Centrale del Partito Comunista Russo del 1918, nove erano ebrei.
Il termine "giudeo-bolscevismo" fu adottato e utilizzato nella Germania nazista per fare riferimento agli ebrei comunisti, implicando l'ipotesi che il movimento del comunismo (tra i cui massimi esponenti vi furono gli ebrei Karl Marx, Lenin, Karl Radek, Julij Martov, Emma Goldman, Anna Kuliscioff e Lev Trockij) servisse come "punta d'attacco" asservita agli interessi ebraici.
La cosiddetta "profezia di Franklin", un discorso antisemitico falsamente attribuito a Benjamin Franklin (uno dei Padri fondatori degli Stati Uniti d'America) era del tutto sconosciuta prima della sua prima comparsa nel 1934 nelle pagine della rivista settimanale filo-nazista dell'attivista statunitense William Dudley Pelley Liberation. Secondo il rapporto del Congresso degli Stati Uniti d'America del 2004 intitolato Anti-Semitism in Europe: Hearing Before the Subcommittee on European Affairs of the Committee on Foreign Relations:
Alcune tra le più recenti teorie della cospirazione sostengono che gli ebrei e Israele abbiano svolto un ruolo chiave nell'attuazione degli Attentati dell'11 settembre 2001 (vedi teorie del complotto sull'attentato al World Trade Center dell'11 settembre 2001). Secondo il documento pubblicato dalla Anti-Defamation League "le teorie antisemitiche di una cospirazione ebraica non sono state accettate negli ambienti mainstream negli Stati Uniti, ma questo non è stato invece il caso per il mondo arabo e musulmano".

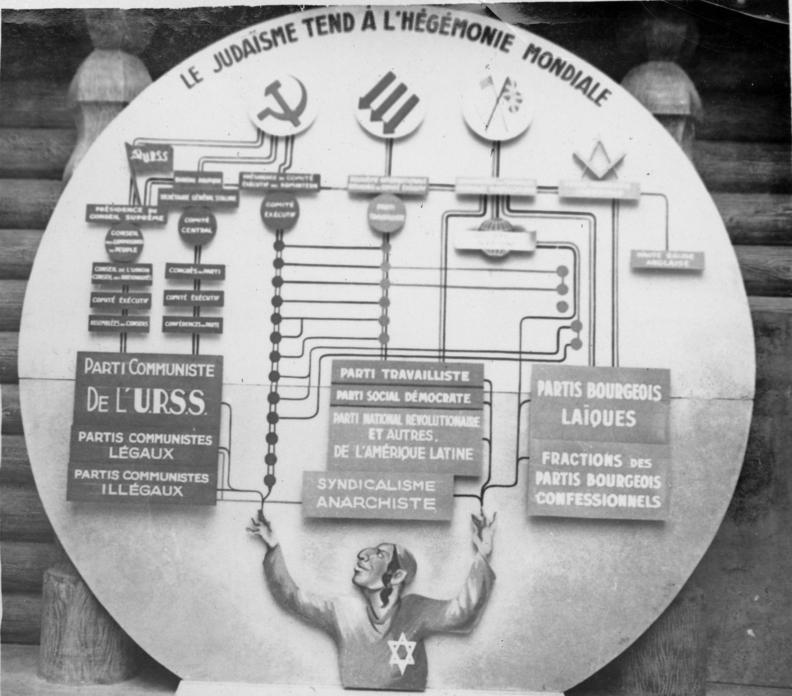
Gli ebrei furono accusati dai nazisti di cercare di prendere il potere attraverso i partiti comunisti, il sindacalismo e l'anarchismo.

Che 4000 dipendenti ebrei abbiano saltato il lavoro presso il World Trade Center in quella giornata è stato ampiamente riportato ed altrettanto ampiamente ridimensionato; il numero degli ebrei morti negli attentati, tipicamente stimato a circa 400 persone, segue strettamente la proporzione ebraica di residenti nell'area di New York. Anche cinque cittadini israeliani morirono nel corso dell'attacco.
Il 16 ottobre del 2003 l'allora Primo ministro della Malaysia Mahathir Mohamad espresse durante il suo discorso registrato un'affermazione davanti ai rappresentanti dei 57 paesi affiliati all'Organizzazione della cooperazione islamica la quale solennemente dichiarava:
Ha inoltre invitato i musulmani ad emulare gli ebrei in questo campo per poter così riuscire ad ottenere dei risultati simili.
L'attore e regista Mel Gibson, un esponente di rilievo del fondamentalismo cristiano statunitense, è riuscito a provocare un ampio dibattito e numerose controversie nel 2006 dopo essere stato arrestato per aver guidato in stato di ubriachezza; durante la detenzione ha sostenuto che "gli ebrei sono gli unici responsabili di tutte le guerre del mondo".

## Accuse di provocare l'antisemitismo
Gli ebrei sono stati anche accusati, tra le altre cose, di provocare l'antisemitismo.
Nel gennaio del 2005 un gruppo di deputati della Duma hanno chiesto che l'ebraismo e le organizzazioni ebraiche venissero vietati all'interno del territorio della Russia; la loro lettera lunga ben sette pagine ha accusato gli ebrei di eseguire uccisioni rituali, di controllare il capitale russo e internazionale, di incoraggiare le lotte etniche in Russia ed infine persino di mettere in atto crimini d'odio contro se stessi. La maggior parte delle azioni antisemitiche in tutto il mondo verrebbero così eseguite dagli ebrei stessi con l'obiettivo implicito della provocazione; questo afferma il documento. Dopo una vibrata protesta da parte dei leader ebrei russi, degli attivisti per i diritti umani e finanche del ministero degli esteri russo, i membri della Duma hanno ritirato il loro appello e ritrattato.

## Accuse di usura e di speculazione

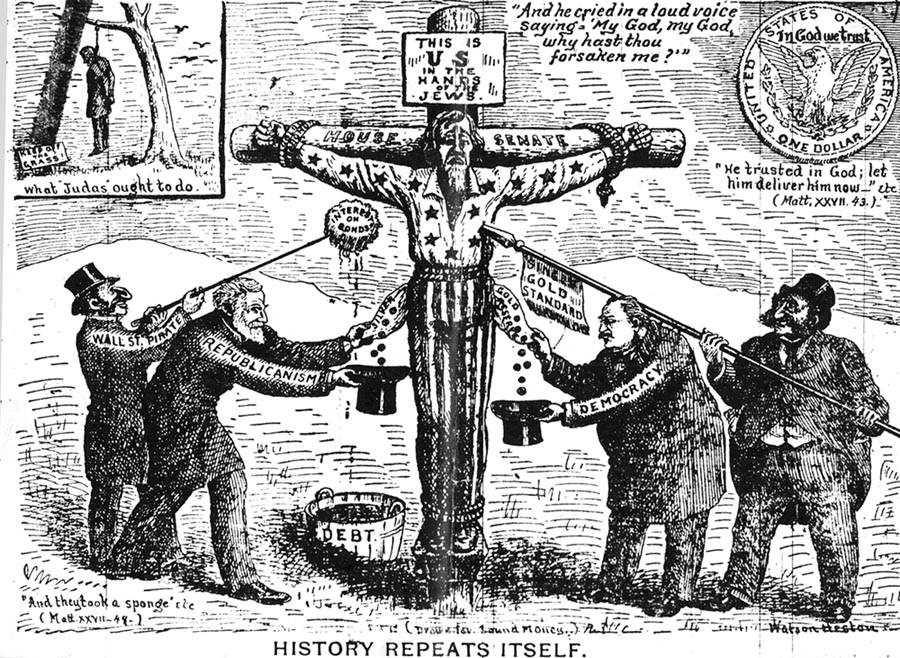
Gli spietati e perfidi speculatori ebrei che succhiano il sangue del povero americano medio crocifisso (1896).

Durante il Medioevo gli ebrei furono ostracizzati dalla maggior parte delle professioni e dalle corporazioni delle arti e mestieri per opera della Chiesa cristiana, venendo così spinti sempre più in occupazioni marginali considerate socialmente inferiori, come la tassazione e la raccolta delle locazioni e il recupero crediti. Allo stesso tempo le leggi (il diritto canonico) della Chiesa vietavano ai cristiani di ricavare interessi dal denaro. Ad esempio il Concilio lateranense III del 1179 minacciò con la pena della scomunica qualunque cristiano che prestasse denaro a interesse.
Quelli che volevano o avevano bisogno di prendere denaro in prestito si trovarono in tal modo costretti a rivolgersi spesso agli ebrei; da questo fatto nacque il modo di dire che voleva che ebrei insolenti e avidi usurai. Le naturali tensioni presenti tra creditori e debitori si aggiunsero in tal modo ai ceppi sociali, politici, religiosi ed economici già esistenti.

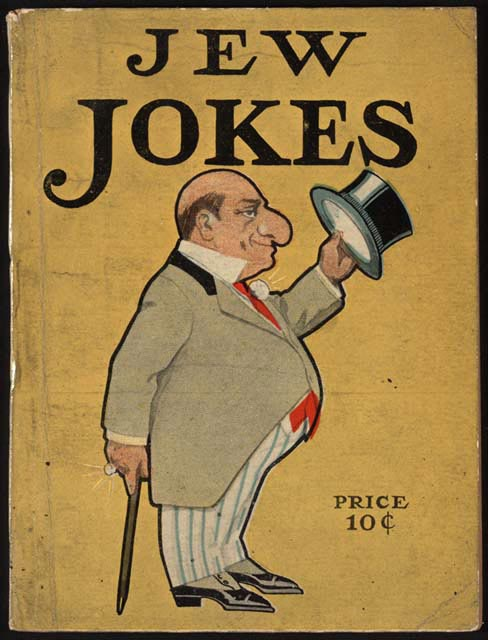
"Scherzi ebraici", caricatura statunitense del 1908 che raffigura il prototipo esemplare di "banchiere ebraico"

I contadini che vennero costretti a pagare le proprie tasse agli ebrei poterono facilmente personificarli come persone che si appropriavano dei loro guadagni, pur rimanendo fedeli ai signori per i quali gli stessi ebrei lavoravano. I debitori gentili potrebbero essere stati veloci a cedere alle accuse di usura contro i mutuatari ebraici i quali addebitavano anche interessi o commissioni nominali. In tal maniera storicamente i più violenti attacchi contro l'usura si legarono spesso all'antisemitismo.
Nel regno d'Inghilterra i crociati in partenza si unirono a folle di debitori nei massacri degli ebrei compiuti a Londra e a York nel corso del biennio 1189-90. Nel 1275 il re Edoardo I d'Inghilterra fece promulgare lo statuto dell'ebraismo il quale rendeva l'usura illegale collegandola alla bestemmia e alla blasfemia: questo per poter impossessarsi dei beni dei violatori. Molti ebrei inglesi furono arrestati, trecento di loro subirono l'impiccagione e le loro proprietà passarono sotto il controllo della Corona.
Nel 1290 tutti gli ebrei furono espulsi dall'Inghilterra, con il premesso di prendere solo quello che potevano portare con sé, tutto il resto divenne proprietà della corona. L'usura venne utilizzata come il motivo principale che condusse all'Editto di espulsione, Secondo lo storico statunitense Walter Laqueur:

## Tassa kosher
La tassa kosher (o "tassa ebraica") è una canard che afferma che i produttori di alimenti sono costretti a pagare un importo esorbitante per ottenere il diritto di far applicare un simbolo sui loro prodotti per indicare che esso è casher e che successivamente questo costo viene passato segretamente ai consumatori attraverso prezzi più elevati di quelli che costituirebbero la cosiddetta "tassa kosher". La teoria trova diffusione soprattutto tra i suprematisti del potere bianco razzisti e antisemiti e in altre organizzazioni estremiste.
I ri-utilizzatori di una tale canard affermano che se non fosse utile ottenere una tale certificazione, i produttori di alimenti non sarebbero così impegnati nel processo di certificazione e che le maggiori vendite derivanti dalla certificazione casher riducono effettivamente il costo complessivo per l'articolo.
Ottenere la certificazione che un alimento risulta essere casher rappresenterebbe una decisione di volontà aziendale fatta da gruppi industriali che desiderano ottenere vendite aggiuntive da parte dei consumatori (siano essi ebrei che non ebrei) i quali ricercano la certificazione al momento dell'acquisto ed essa è in realtà effettivamente ricercata da organizzazioni di marketing in alcune società di produzione alimentare.

## Doppia fedeltà
Una celebre canard che si può ritrovare anche nei Protocolli dei Savi di Sion, ma risalente a prima di quel documento è quella che vuole gli ebrei essere maggiormente fedeli all'ebraismo internazionale che al proprio paese di nascita. A partire dall'istituzione dello Stato d'Israele questa canard ha assunto la forma di accuse che ritraggono i cittadini ebraici statunitensi essere maggiormente fedeli ad Israele che al loro paese di residenza.

## Accuse di un "pogrom" compiuto contro i pellerossa
Nel 1991 avvenne la pubblicazione di The Secret Relationship Between Blacks and Jews, uscito a cura dell'organizzazione afroamericana Nation of Islam e i cui autori rimangono anonimi, anche se con molta probabilità fanno parte del "Dipartimento di ricerca storica" di "Nation of Islam", un gruppo di studenti laureati riuniti nell'area di Boston. A pagina 113 del testo gli ebrei vengono accusati di aver provocato un pogrom contro i nativi americani pellerossa, avendoli riforniti in una specifica occasione di coperte infettate dal vaiolo.

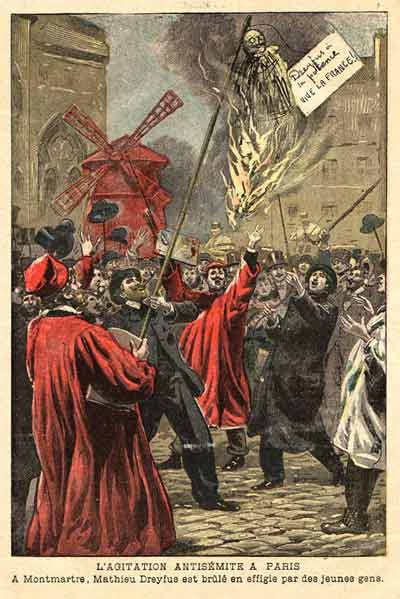
Disordini antisemitici scoppiati in Francia durante l'affare Dreyfus, illustrazione di Le Petit Parisien.

## Accuse di codardia e di mancanza di patriottismo
Mentre nel corso del XIX secolo cresceva sempre più l'emancipazione ebraica comparvero nuove accuse antisemitiche; spesso gli ebrei cominciarono ad essere accusati di scarso patriottismo. Verso la fine del secolo nella Terza Repubblica francese l'esplosione di uno scandalo politico conosciuto come affare Dreyfus fece accrescere la convinzione nell'opinione pubblica dell'alto tradimento di un giovane ufficiale ebreo francese, Alfred Dreyfus. Lo scandalo politico e giudiziario si concluse con la completa riabilitazione del militare.

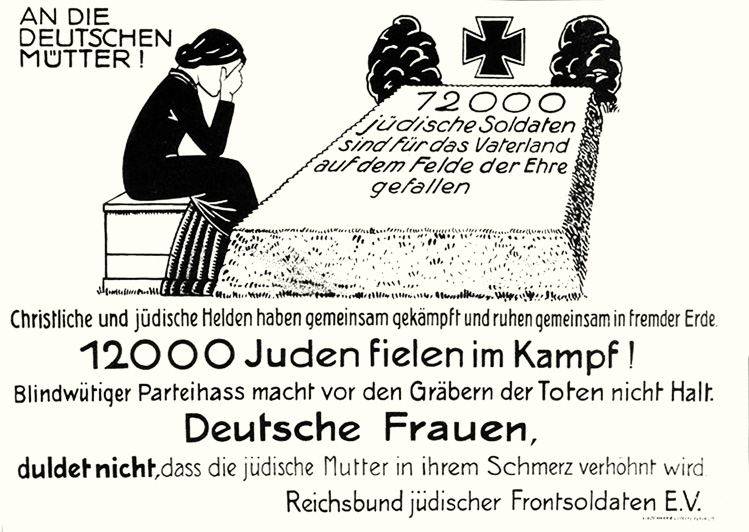
"12.000 soldati ebrei sono morti sul campo di battaglia per l'onore della patria". Un foglio illustrativo pubblicato nel 1920 dai veterani ebrei tedeschi in risposta alla Dolchstoßlegende.

Durante la prima guerra mondiale l'"Alto comando militare" tedesco (l'Oberste Heeresleitung) amministrò gli Judenzählung (tedeschi, ma ebrei per censimento). Il progetto venne istituito per confermare le affermazioni sulla mancanza di patriottismo presente tra gli ebrei tedeschi, ma i risultati della ricerca - i quali non furono resi pubblici - effettuata negarono in toto le accuse mosse contro gli ebrei.
Un'altra variante di questo concetto è l'accusa che gli ebrei sarebbero dei codardi che cercano di evadere il servizio militare. Con il forte aumento delle teorie di razzismo scientifico nel corso del XIX secolo "la vecchia canard antisemita servì a sottolineare la presunta effeminatezza della 'razza ebraica' che, proprio come le donne e gli omosessuali, sarebbero stati gravemente carenti di sostanza virile". Nel loro saggio storico intitolato Genocide and Gross Human Rights Violations gli autori Kurt Jonassohn e Karin S. Björnson scrivono:
Nell'Unione delle Repubbliche Socialiste Sovietiche di Iosif Stalin la campagna svolta a livello mondiale contro i "cosmopoliti senza radici", un eufemismo per indicare gli ebrei, fu presentata ufficialmente il 28 gennaio del 1949 con un articolo stampato sulla Pravda:

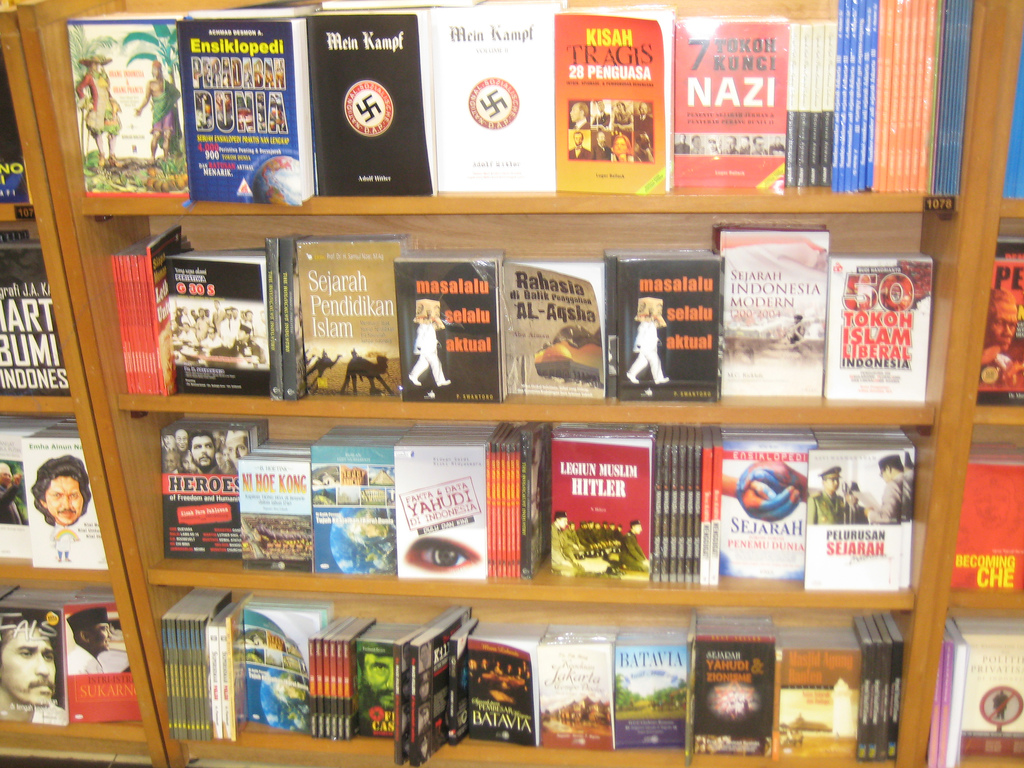
Serie di copie del Mein Kampf distribuite liberamente in una libreria dell'Indonesia (2007).

## Accuse di militarismo ed eccessiva crudeltà
A volte una canard antisemita risulta essere in palese contraddizione con un'altra accusa: "Israele ha smentito con i fatti le accuse antisemitiche, molto popolari durante la seconda guerra mondiale, che gli ebrei fossero dei codardi e dei soldati scadenti. In realtà, l'immagine di un'Israele dominato dal militarismo è diventata popolare tra le frange più estremiste della sinistra politica".

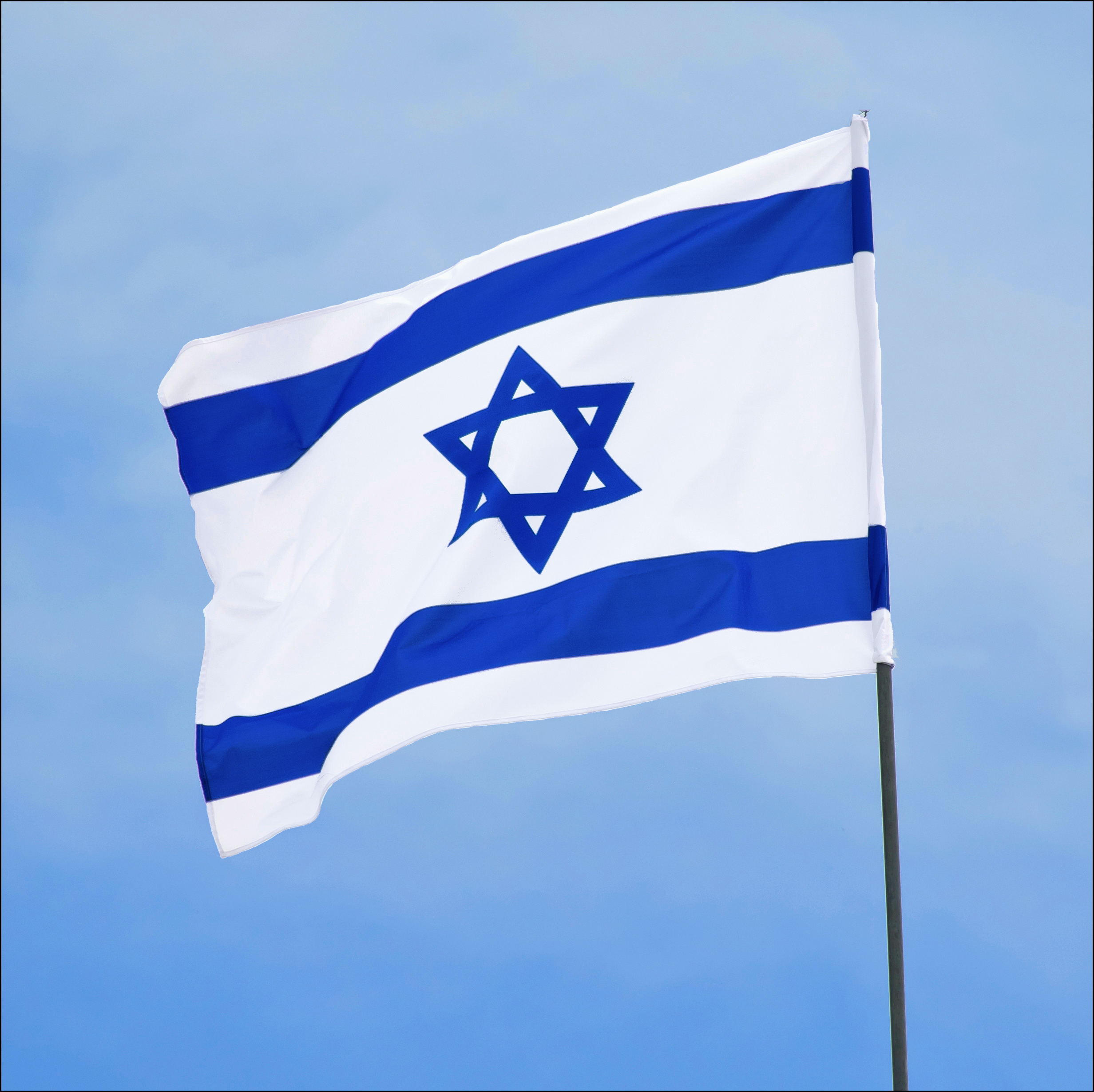
La bandiera di Israele sventolante a Yad La-Shiryon (Latrun).

### Polemica "dal Nilo all'Eufrate"
È stato sostenuto da alcuni gruppi dell'antisionismo che le due strisce blu presenti sulla bandiera di Israele in realtà rappresentino i fiumi Nilo ed Eufrate in quanto confini di "Eretz Yisrael" (Terra di Israele), la terra promessa agli ebrei direttamente da Yahweh (Libro della Genesi 15.18).
Quelli che fanno questa affermazione insistono sul fatto che la bandiera "segretamente" rappresenti il desiderio degli ebrei di conquistare tutte le terre tra i fiumi Nilo ed Eufrate, il che significherebbe conquistare e governare tutto l'Egitto, la Giordania e alcuni tratti della Siria e dell'Iraq (una versione estesa della Grande Israele). Yasser Arafat, l'Iran e Hamas hanno espresso in diverse occasioni questa diceria propagandistica e, ripetutamente, hanno collegato questo concetto con le strisce presenti sulla bandiera israeliana.

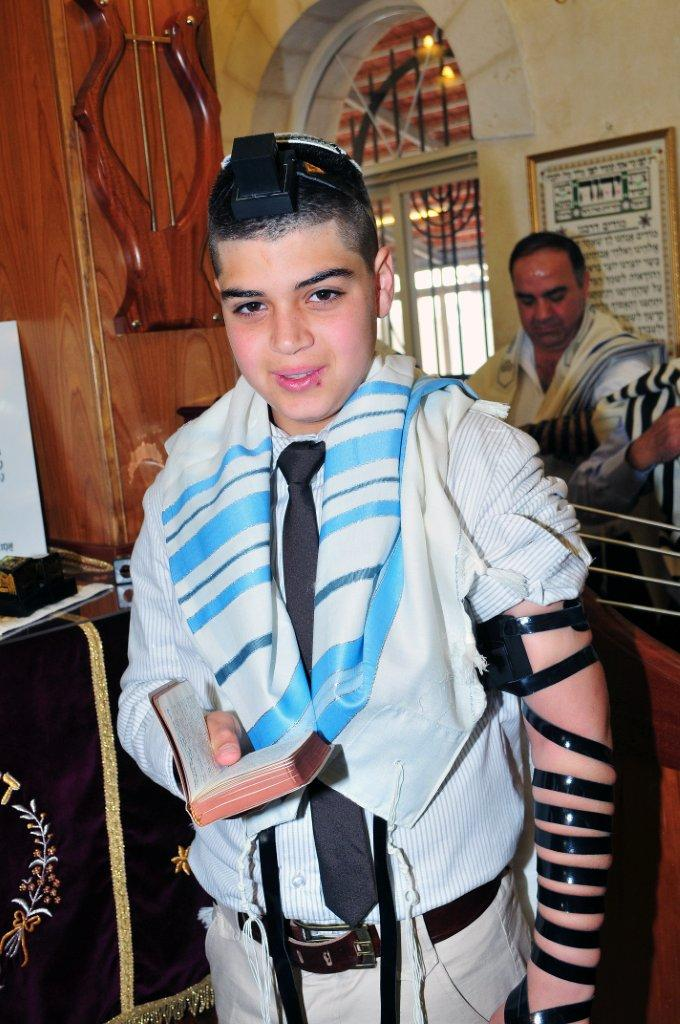
Il Bar mitzvah di un ragazzo ebreo tredicenne che indossa il Talled.

Sia gli autori sionisti sia quelli anti-sionisti hanno però smentito l'affermazione secondo cui le strisce sulla bandiera rappresentano ambizioni territoriali. Il politologo ed esperto di antiterrorismo statunitense Daniel Pipes afferma che "in effetti, le linee blu derivano direttamente dal disegno tradizionale dello scialle di preghiera ebraica (il Talled)".
Il giornalista israeliano Danny Rubinstein nota che "Arafat... ha aggiunto, nelle interviste che ha dato in passato, che le due strisce blu della bandiera israeliana rappresentano in realtà i confini tra il Nilo e l'Eufrate... Nessun israeliano, anche coloro che hanno mostrato comprensione per la sofferenza palestinese, accetteranno mai... stupidaggini simili riguardanti le strisce blu sulla bandiera, che è stata progettata secondo i colori del "Tallèd" tradizionale (lo scialle di preghiera)".
Il professore Israel Shahak, critico di Israele e del sionismo, è altrettanto esplicito; nel suo Il piano sionista per il Medio Oriente, afferma che "un buon esempio è dato dalla convinzione persistente nell'esistenza di una scritta sul muro della Knesset riferentesi al versetto biblico sul Nilo e l'Eufrate. Un altro esempio sono le dichiarazioni persistente, e completamente false, che sono state fatte da alcuni dei più importanti leader arabi sul fatto che le due bande orizzontali sulla bandiera israeliana simboleggiano il Nilo e l'Eufrate, quando in realtà sono tratti dalle frange piegate del capo di preghiera ebraica, il Tallèd".
Lo scrittore arabo-libanese Saqr Abu Fakhr ha parlato contro quest'idea curiosa. Egli dimostra che l'affermazione "Dal Nilo all'Eufrate", in relazione alla bandiera, è una delle sette idee sbagliate popolari sugli ebrei le quali, pur non avendo alcun fondamento ed abbondanti prove contrarie, continuano purtuttavia a circolare in tutto il mondo arabo.
Nonostante tutto questo il gruppo terrorista di Hamas ripete:"dopo la Palestina, i sionisti aspirano ad espandersi dal Nilo fino all'Eufrate" e, più recentemente (il 29 di gennaio del 2006, il leader di Hamas Mahmud al-Zahar, ha espresso pubblicamente la richiesta ad Israele di cambiare la propria bandiera, citando l'argomento "Dal Nilo all'Eufrate".

### Antisemitismo relazionato al conflitto arabo-israeliano
Attualmente, il conflitto in Medio Oriente genera molte discussioni in vari campi. Come in ogni conflitto, ciascuna parte può essere criticata. Tuttavia, dopo l'Olocausto, l'antisemitismo viene sempre più visto in maniera peggiorativa; ma tanti approfittano della situazione in venutasi a creare per diffondere un messaggio di odio prendendo come scusa lo Stato d'Israele. Mentre esso è uno Stato ebraico, non si può incolpare l'intero popolo ebraico per le azioni commesse da uno Stato in cui - inoltre - vi abitano anche cristiani, arabi, musulmani, russi, tra gli altri. È per questo che il Comitato militare dell'Unione europea ha sviluppato una definizione di antisemitismo in cui vengono specificati questi punti principali:
- negare al popolo ebraico il diritto all'autodeterminazione, ad esempio sostenendo che l'esistenza dello Stato di Israele è un progetto razzista;
- l'applicazione di due pesi e due misure, richiedendo allo Stato di Israele il comportamento che non ci si aspetta e non si pretende da qualsiasi altro Stato democratico;
- utilizzare i simboli e le immagini associate all'antisemitismo classico (per esempio, l'accusa che gli ebrei abbiano assassinato Gesù o l'accusa del sangue) per caratterizzare Israele e gli israeliani;
- confrontare la politica israeliana attuale con quella del nazionalsocialismo;
- rendere gli ebrei collettivamente responsabili per le azioni - giudicate negativamente - dello Stato di Israele[81].

## Accuse di razzismo
Un notevole numero di libri e siti web gestiti dal neonazismo e dai sostenitori suprematisti del potere bianco, ma anche da aderenti all'identità cristiana e da gruppi radicali interni all'islamismo, propongono ciò che sostengono essere citazioni autorevoli della letteratura rabbinica; tutte volte a dimostrare che l'ebraismo è razzista e che gli ebrei odino i non-ebrei percependoli essenzialmente come dei "non umani".
Secondo il rabbino statunitense Joseph Soloveitchik
Secondo un'annotazione antecedente al 1984, prima della "Sottocommissione per i diritti umani e le organizzazioni internazionali del Congresso degli Stati Uniti d'America" che si occupò della condizione degli ebrei sovietici:
La parola goy significa letteralmente "nazione", ma è diventato il termine standard per indicare chi non è ebreo (gli appartenenti alle "nazioni"); alcuni gruppi antisemitici danno credito alla diceria che goy significhi in realtà "animali". Queste invenzioni sono pensate per far credere che gli ebrei considerino come inferiori tutte le altre persone.

## Negazione dell'Olocausto
Il negazionismo dell'Olocausto consiste in affermazione volte a convincere sull'idea che il tentativo di genocidio perpetrato contro gli ebrei durante la seconda guerra mondiale e solitamente indicato come Olocausto - anche se in realtà la parola corretta sarebbe Shoah - non si sia in realtà mai verificato, o che non è avvenuto nel modo e nella misura storicamente riconosciuta. Elementi chiave di queste pretese sono il rifiuto di una delle seguenti considerazioni:
- che il governo tedesco nazista aveva una politica orientata volontariamente allo sterminio degli ebrei come popolo;
- che oltre cinque milioni[84] di ebrei furono sistematicamente fatti assassinare dai nazisti e dai loro alleati;
- che il genocidio è stato condotto nei campi di sterminio utilizzando strumenti di omicidio di massa come la camera a gas[85][86].

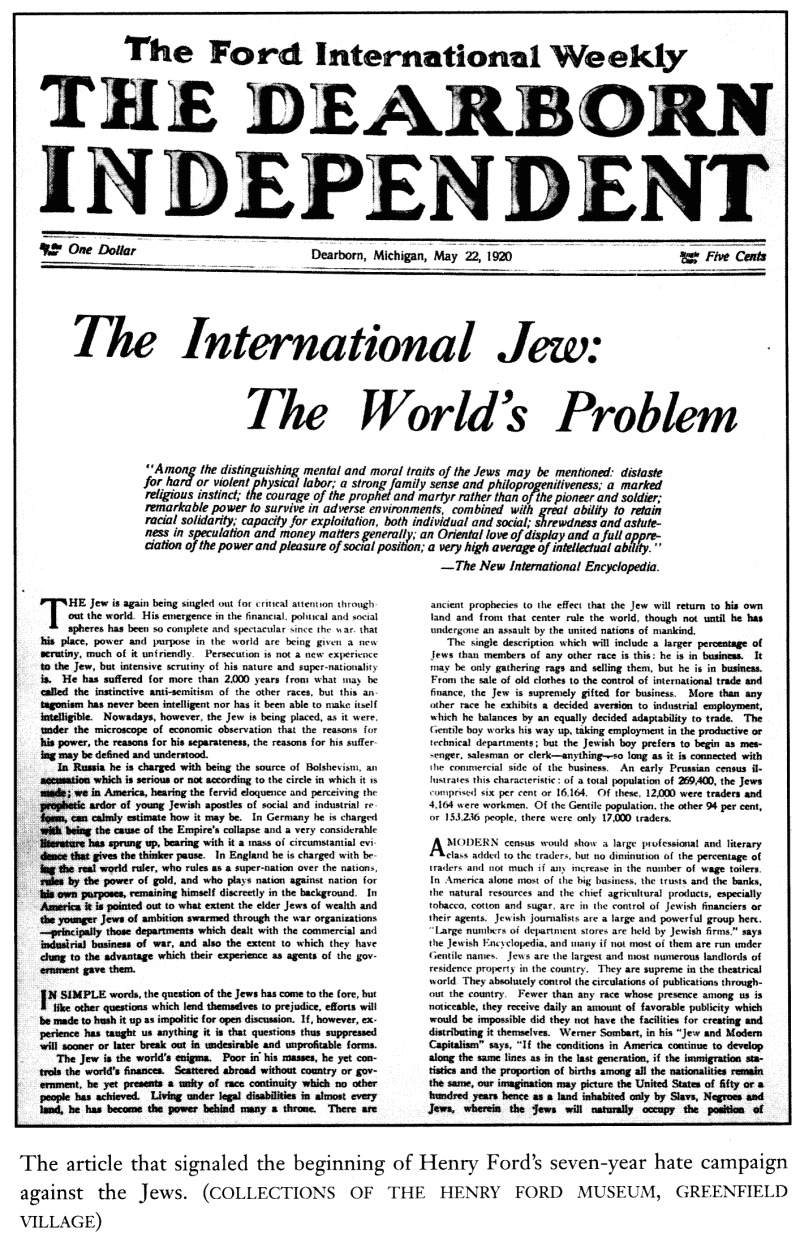
Prima pagina del The Dearborn Independent, il titolo dice: "l'ebreo internazionale: un problema mondiale" (22 maggio 1920).

La maggior parte delle rivendicazioni di negazione dell'Olocausto implicano o dichiarano apertamente che esso è un'idea avanzata dagli ebrei e derivante da una deliberata "Cospirazione ebraica" per promuovere gli interessi degli ebrei a discapito degli alti popoli. Per questo motivo la negazione dell'Olocausto viene generalmente considerata come una teoria del complotto antisemitica, una teoria della cospirazione.. Le meodologie proposte dai negatori dell'Olocausto vengono criticate sulla base della loro conclusione predeterminata che ignora volutamente le ampie prove storiche che indicano invece chiaramente il contrario.

## Accuse di tenere sotto stretto controllo tutti i maggiori mass media del globo

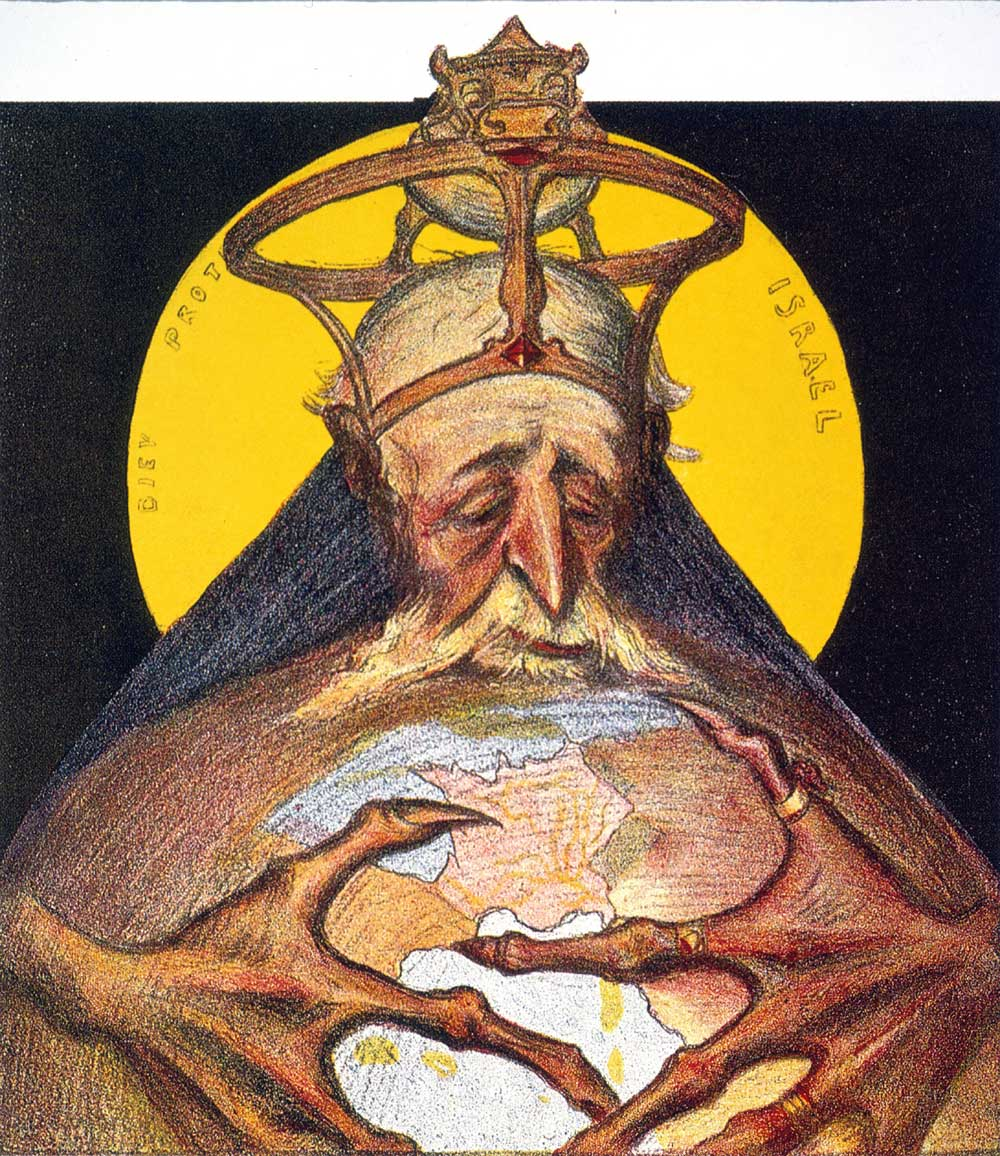
Caricatura di Charles Léandre (1898) che mostra Rothschild con il mondo intero tra i suoi "artigli".

Un noto cliché antisemitico è quello che vuole gli ebrei controllare i mezzi di comunicazione di massa. Storicamente questo tema è stato propagandato in pubblicazioni oramai del tutto screditate dell'inizio del XX secolo come i Protocolli dei Savi di Sion (1903) e la rivista antisemitica The Dearborn Independent finanziata da Herny Ford.
Jonathan Jeremy Goldberg, direttore editoriale di The Forward nel 1997 ha pubblicato uno studio su questo mito presente nella storia degli Stati Uniti d'America concludendo che, sebbene gli ebrei dispongano di molte posizioni di rilievo nell'industria dei media statunitensi "non fanno delle questioni ebraiche una priorità né le mantengono su un elevato livello di attenzione", anzi che gli ebrei americani generalmente percepiscono i media come anti-israeliani. Le varianti su questo tema si sono concentrate su Hollywood, sulla stampa e sull'industria musicale.

## Accuse di tenere sotto controllo il sistema finanziario mondiale
L'Anti-Defamation League (ADL) ha documentato varie versioni antisemitiche riguardanti gli ebrei e il sistema bancario, incluso il mito che vorrebbe la Banca Mondiale dominata completamente dalla famiglia dei Rothschild, che gli ebrei controllerebbero Wall Street e l'intero Federal Reserve System. L'ADL rileva che la canard può essere ricondotta alla prevalenza di ebrei nella professione di prestatori di denaro nel continente europeo durante il Medioevo, a causa di un divieto rivolto ai cristiani verso quella professione. I Protocolli dei Savi di Sion hanno semplicemente ripetuto il tema.
In un articolo scritto dall'attivista ebraico dell'antirazzismo Tim Wise, troviamo scritto al riguardo di tali accuse di controllo finanziario ebraico:

## Accuse di aver svolto un ruolo importante nel commercio degli schiavi
I propagandisti antiebraici hanno cercato anche di esagerare il ruolo svolto dagli ebrei nella Tratta atlantica degli schiavi africani.
Nel corso degli anni 1490 gli ebrei vennero espulsi dalla Spagna e dal Regno del Portogallo, nello stesso momento si aprì il commercio con il Nuovo Mondo (questo grazie a Cristoforo Colombo), portando alla loro partecipazione al commercio generale, ed in particolare al commercio atlantico degli schiavi neri. La partecipazione ebraica al commercio degli schiavi risultò essere significativa in Brasile, a Curaçao, in Suriname e nel Rhode Island, ma in tutti gli altri luoghi rimase modesta o minima e gli ebrei non ebbero praticamente alcun ruolo nel commercio degli schiavi attuato dalla Gran Bretagna o dal Regno di Francia.
La Nation of Islam pubblicò nel 1991 The Secret Relation between Blacks and Jews, in cui ha si afferma che gli ebrei giocarono un ruolo importante nel commercio degli schiavi atlantici. Il libro è stato ampiamente criticato come propaganda antisemitica e ha portato ad ulteriori ricerche scientifiche sull'argomento, tra cui libri come Jews and the American Slave Trade di Saul S. Friedman, che ha concluso affermando che il coinvolgimento ebraico nel commercio degli schiavi rimase nella generalità dei casi "minimo" e comparabile ad altri gruppi di commercianti schiavisti come gli inglesi e che le accuse erano solo un'ennesima canard antisemitica.
Nel 1995 l'American Historical Association (AHA) ha rilasciato una dichiarazione che condanna "ogni affermazione secondo cui gli ebrei abbiano svolto un ruolo sproporzionato nel commercio degli schiavi atlantici".

## Accuse di far incetta di organi umani

### Palestinesi
Nell'agosto del 2009 un articolo del tabloid svedese Aftonbladet affermò che le truppe israeliane avevano raccolto gli organi dei palestinesi morti in stato di detenzione. Henrik Bredberg ha scritto nel giornale rivale Sydsvenskan: "Donald Boström pubblica una variante di un classico antisemita, l'ebreo che rapisce i bambini per rubarne il loro sangue".
In un video postato sul suo sito web il Time ha citato la versione svedese di Aftonbladet della classica "accusa del sangue" come un avvenimento reale, per poi ritrattare; le asserzioni che volevano i soldati israeliani aver raccolto e venduto organi palestinesi sono state denunciate e definitivamente smentire da un rapporto appositamente redatto a cura dell'organizzazione non governativa "HonestReporting" il 24 agosto del 2014.
Nel dicembre del 2009 Channel 2 ha pubblicato un'intervista a Yehuda Hiss, ex anatomopatologo principale dell'"Abu Kabir Forensic Institute", in cui ha affermato che i lavoratori dell'istituto forense hanno informalmente e senza alcuna autorizzazione prelevato la pelle, la cornea, la valvola cardiaca e le ossa dagli israeliani defunti, dai palestinesi e anche dai lavoratori stranieri nel corso di tutti gli anni '90. Hiss era stato licenziato nel 2004 dopo la scoperta dell'uso improprio di organi da lui compiuto.
I funzionari israeliani hanno riconosciuto che tali incidenti avevano effettivamente avuto luogo, ma hanno anche affermato che la stragrande maggioranza dei casi ha coinvolto cittadini israeliani, che nessun incidente è più avvenuto da lungo tempo e che Hiss fosse stato rimosso proprio per questo motivo dalla sua posizione.

### Haiti

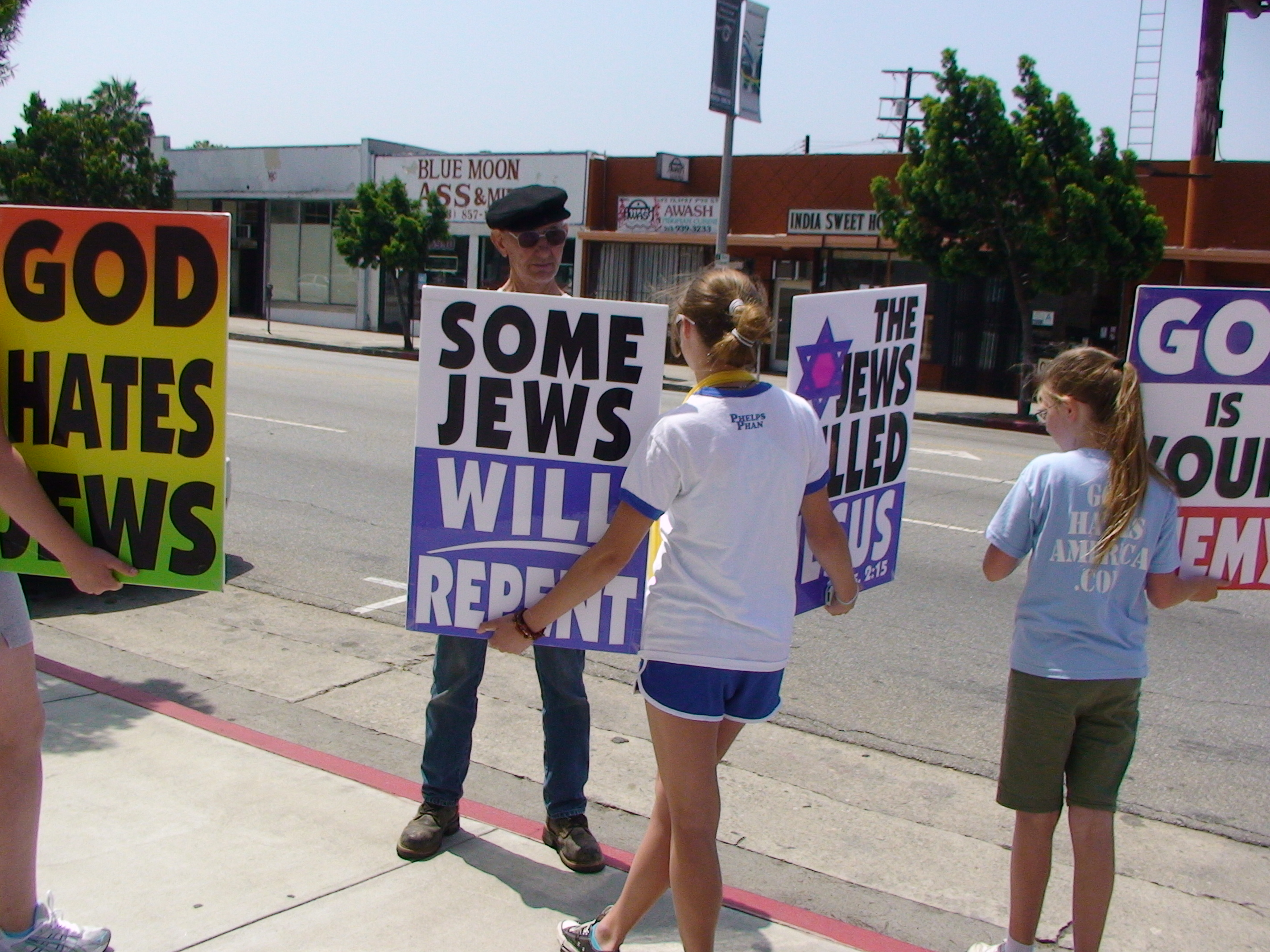
Manifestazione antisemita a cura della Chiesa battista di Westboro statunitense, il cartello a sinistra dice: "Dio odia gli ebrei".

Nell'immediatezza del terremoto di Haiti del 2010 Israele ha inviato a Port-au-Prince circa 120 persone tra medici e truppe delle forze di difesa israeliane (IDF); queste hanno istituito un ospedale da campo che ha eseguito 316 interventi chirurgici e fatto partorire 16 donne..
Il 18 gennaio un attivista statunitense conosciuto solo con lo pseudonimo di T. West ha postato un video su YouTube in cui ha invitato gli haitiani a preoccuparsi e stare attenti nei confronti di "personalità che operano apparentemente senza alcun motivo di lucro" e delle forze di difesa israeliane in particolare. Per spiegare meglio le sue affermazioni West ha dichiarato che "l'IDF [aveva] partecipato nel passato al furto di organi di palestinesi per trapiantarli su altre persone", facendo così riecheggiare la controversia di Aftonbladet.
West, che ha dichiarato di parlare per un gruppo di empowerment nero chiamato "AfriSynergy Productions", si è trattenuto dall'esprimere accuse più esplicite contro il comportamento dell'IDF, ma ha osservato che c'era stato un "piccolo monitoraggio" dopo il terremoto, insinuando che il furto e traffico di organi fosse almeno una possibilità molto verosimile.
La televisione statale iraniana Press TV ha riportato le sue affermazioni e in un discorso del 22 gennaio l'Ayatollah Ahmad Khatami ha dichiarato: "ci sono giunte notizie sul fatto che il regime sionista, nell'avvenimento della catastrofe di Haiti e sotto il pretesto di dare sollievo al suo popolo, stia rubando gli organi di questi poveri disperati"; tutto ciò ancora una volta senza citare la benché minima prova.
Il 27 gennaio un reporter della TV siriana ha descritto il video di T. West come una "documentazione di questo crimine la quale mostra gli israeliani impegnati a rubare organi dalle vittime del terremoto". Le accuse originali sono state trasmesse anche da una serie di organizzazioni spesso criticate per il loro antisemitismo o le posizioni anti-israeliane, come i siti web della televisione satellitare libanese "Al-Manar" (nelle mani di Hezbollah) e dell'ex "Grande Mago" del Ku Klux Klan David Duke.
Il 1º febbraio del 2010 il giornale on-line The Palestine Telegraph con sede a Gaza, di cui la baronessa britannica Jennifer Louise Tonge era allora patrona, pubblicò l'affermazione secondo cui l'IDF ad Haiti stava nascondendo segretamente organi per poi rivenderli sul mercato nero, citando ancora una volta il video di T. West, riutilizzandone il materiale della trasmissione di Al-Manar senza il sostegno di alcuna prova fondata.
Nel Regno Unito intanto la signora Tonge è stata licenziata dal suo ruolo di portavoce della sanità della Camera dei Lord a seguito di un'intervista in cui ha suggerito l'istituzione di un'indagine indipendente.
I media israeliani e i gruppi ebraici hanno subito combattuto contro tali accuse. In un'intervista concessa a Ynetnews West ha ripetuto la sua accusa sui passati incidenti di furti d'organi da parte dell'IDF e ha citato l'"Operation Bid Rig" come ulteriore prova del coinvolgimento ebraico nel traffico di organi. L'Anti-Defamation League ha risposto etichettando le insinuazioni di West come antisemitiche e come "colossale menzogna", mentre un redattore di Jewish Ledger ha riferito della voce come trattarsi dell'ennesima falsità di "accusa del sangue".

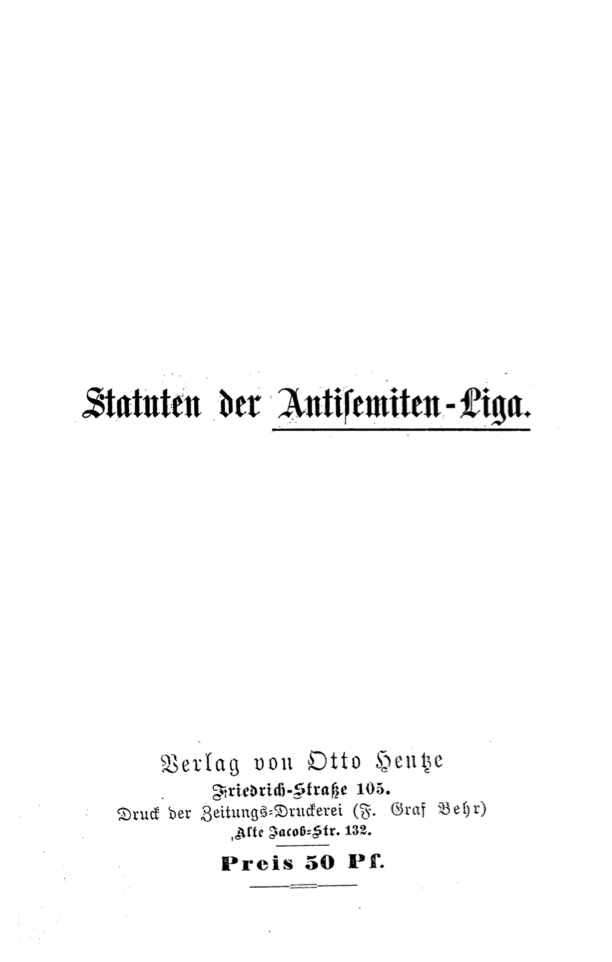
Statuto della "Lega antisemitica" statunitense (1879).

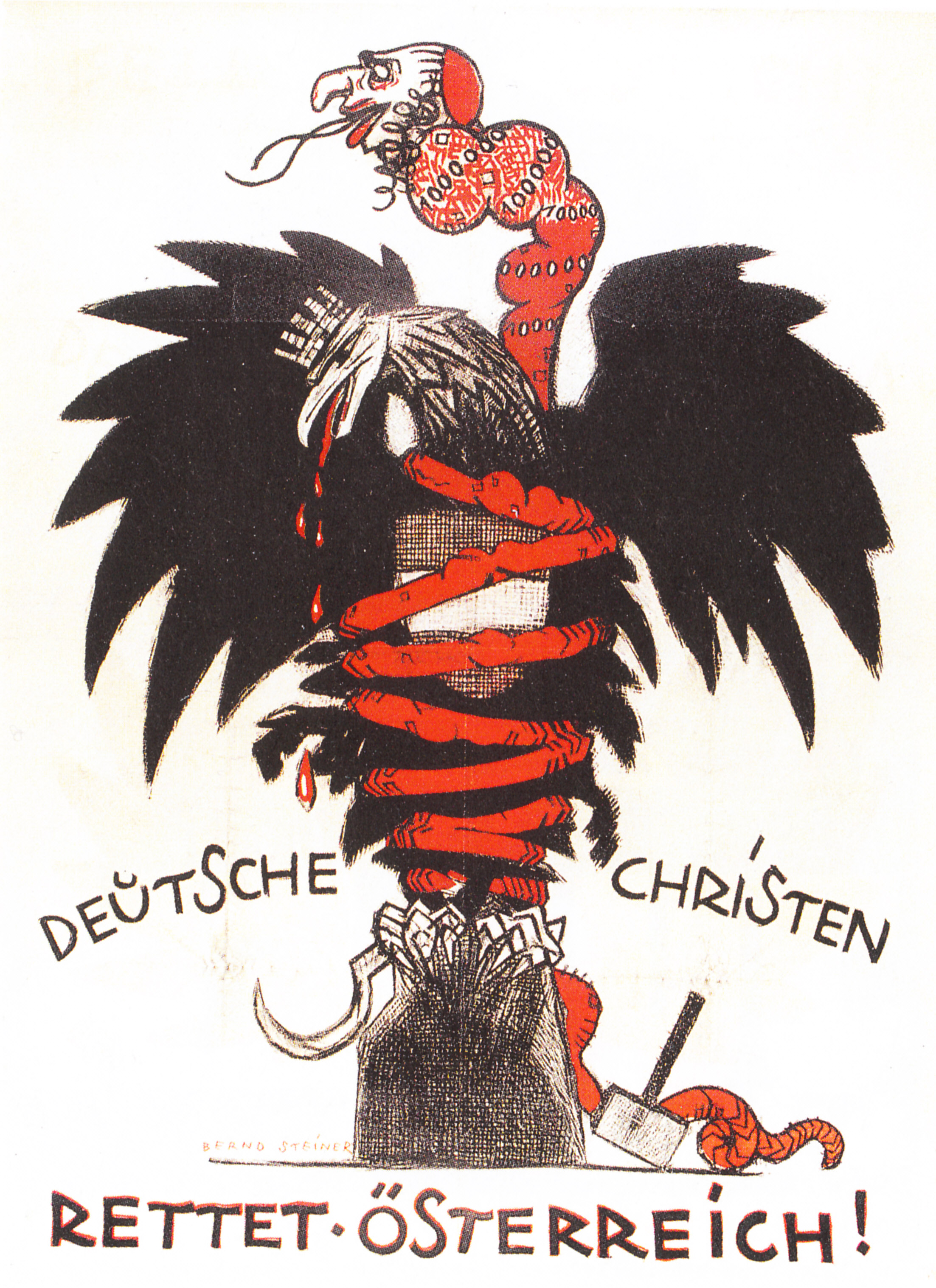
Caricatura antisemitica austriaca di un manifesto elettorale del partito cristiano sociale a Vienna (1920).

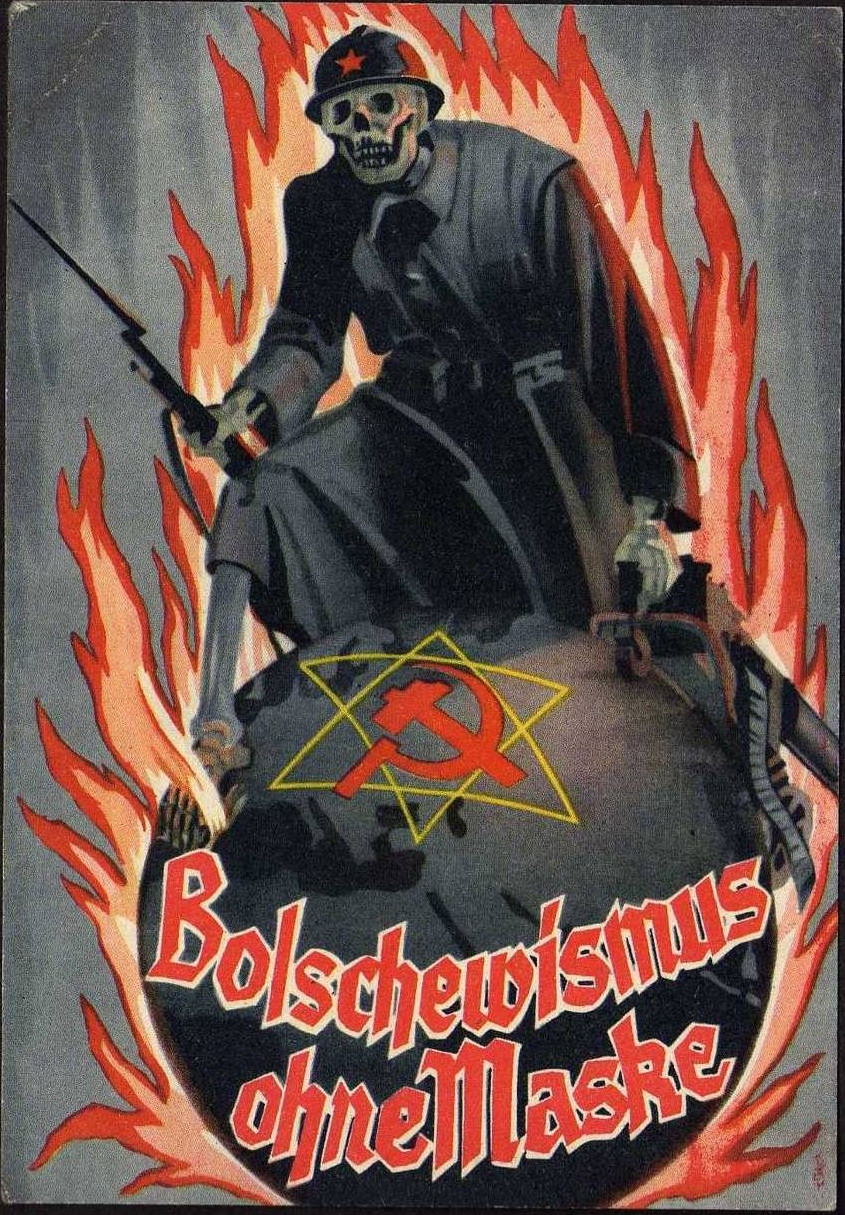
Il bolscevismo (falce e martello più stella di David) che cerca d'incendiare il mondo intero con le sue rivoluzioni; esempio di propaganda nella Germania nazista.

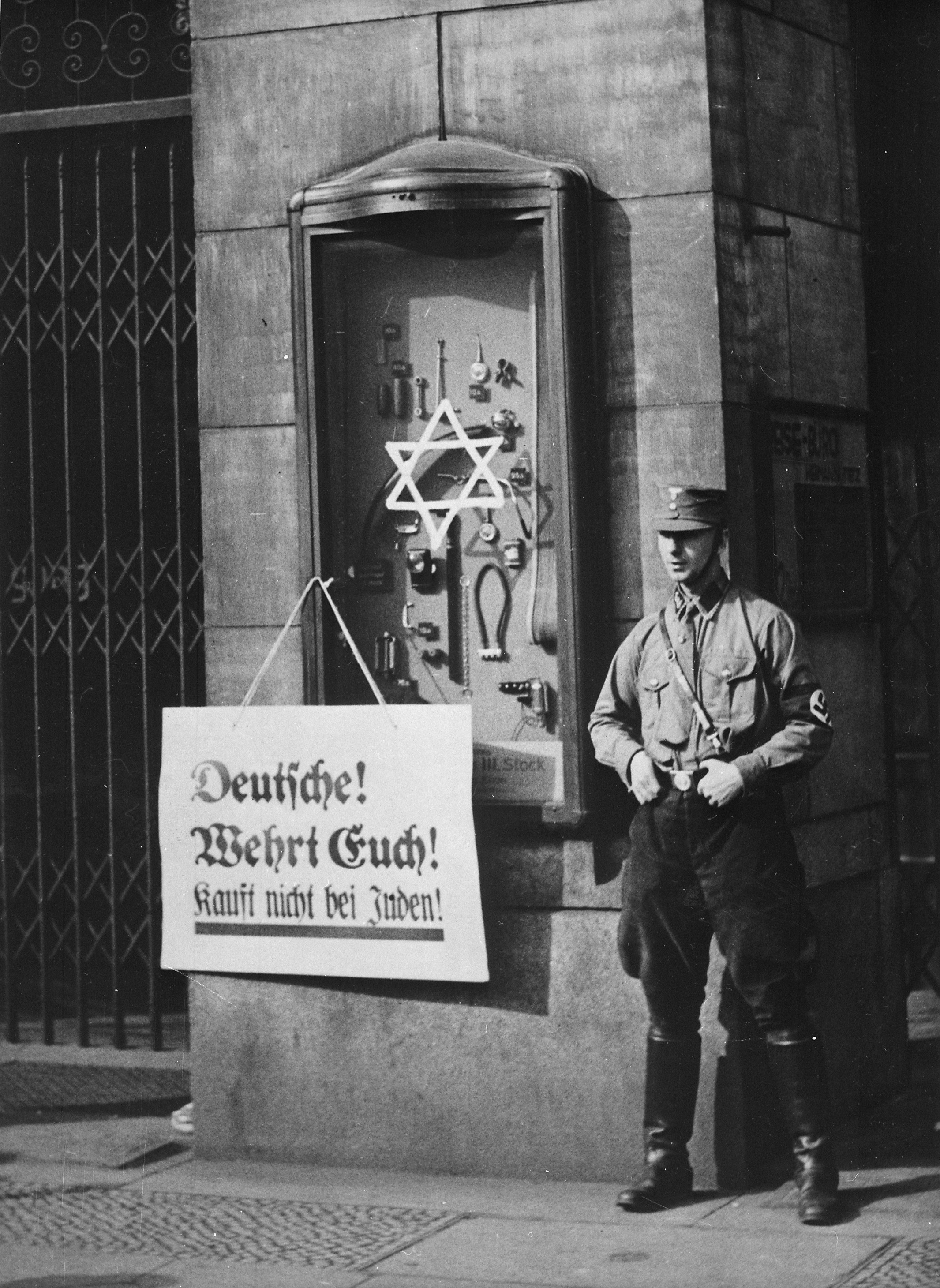
Cartello antisemitico nella Germania nazista, con una SA in primo piano:"Tedeschi! Difenditevi! Non comprate dagli ebrei!" (1933).

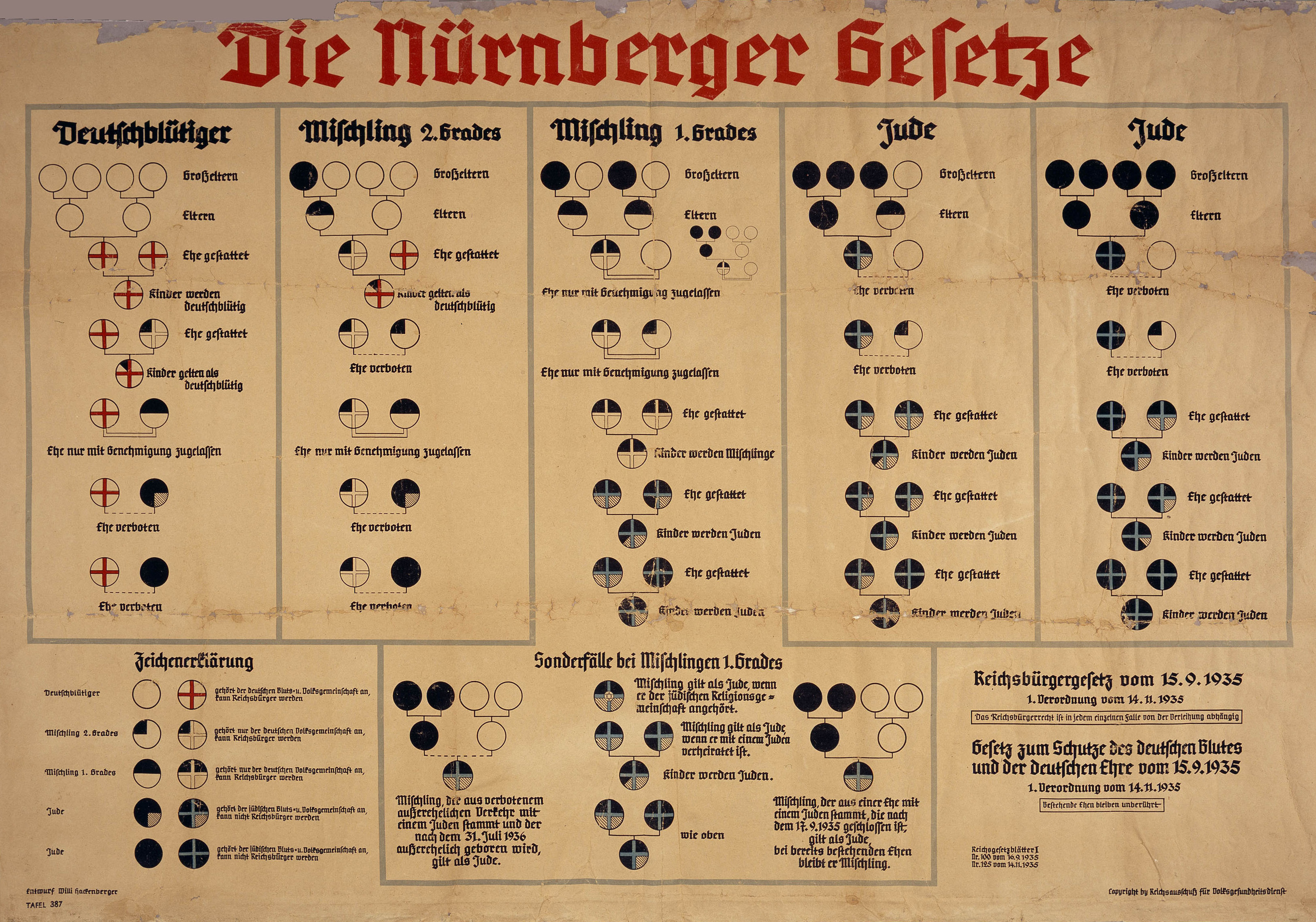
Tabella del 1935 che intende spiegare Chi è ebreo?, secondo le leggi di Norimberga.

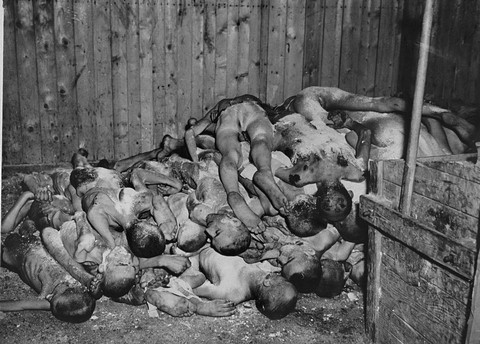
Corpi ammassati in un angolo nel campo di concentramento di Buchenwald.